# Miss Universo
Miss Universo es un concurso de belleza internacional anual dirigido por la Organización Miss Universo con sede en Tailandia y México. 
La Organización Miss Universo y su marca, junto con sus concursos hermanos, Miss USA y Miss Teen USA, es actualmente propiedad de JKN Global Group y Legacy Holding Group USA Inc., una división estadounidense de la empresa mexicana Legacy Holding a través de la empresa conjunta JKN Legacy Inc. Telemundo tiene los derechos de licencia para transmitir el concurso hasta 2023. La defensa del concurso es «cuestiones humanitarias y es una voz para lograr un cambio positivo en el mundo».
La actual Miss Universo es Victoria Kjær Theilvig de Dinamarca, quien fue coronada el 16 de noviembre de 2024 en Ciudad de México (México).

## Historia

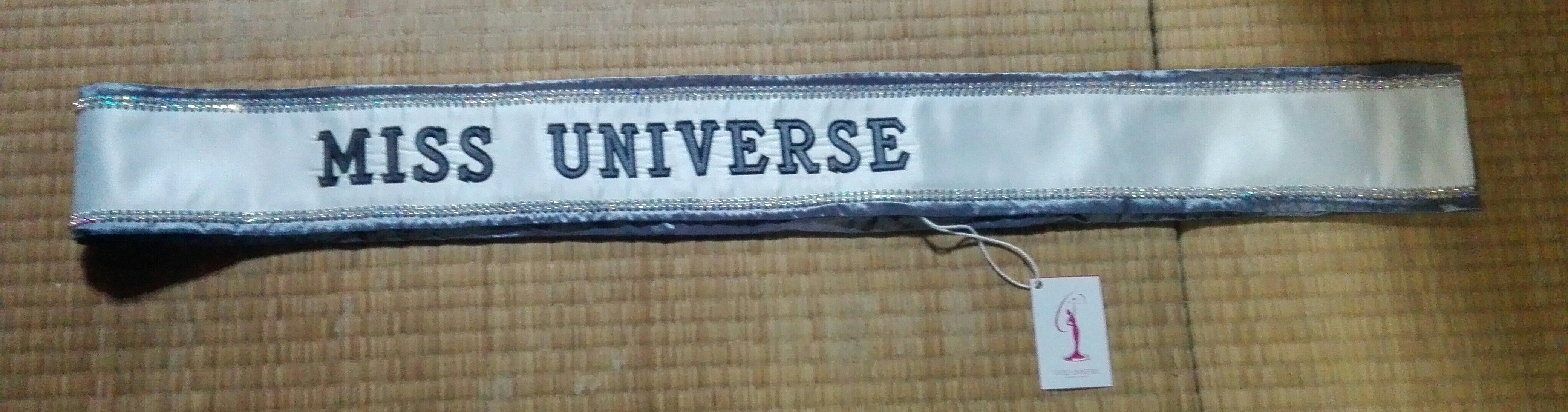
Banda de Miss Universo desde 2001 hasta 2022

El título «Miss Universo» se utilizó por primera vez en el Concurso Internacional de Belleza en 1926. Este concurso se llevó a cabo anualmente hasta 1935, cuando la Gran Depresión y otros eventos que precedieron a la Segunda Guerra Mundial llevaron a su desaparición.
El actual concurso de Miss Universo fue fundado en 1952 por Pacific Knitting Mills, una empresa de ropa con sede en California y fabricante de trajes de baño Catalina, y desde entonces ha tenido su sede en los Estados Unidos. La empresa fue patrocinadora del concurso de Miss America hasta 1951, cuando la ganadora, Yolande Betbeze, se negó a posar para fotos publicitarias llevando uno de sus trajes de baño. En 1952, Pacific Knitting Mills organizó los concursos de Miss USA y Miss Universo, copatrocinándolos durante décadas siguientes.

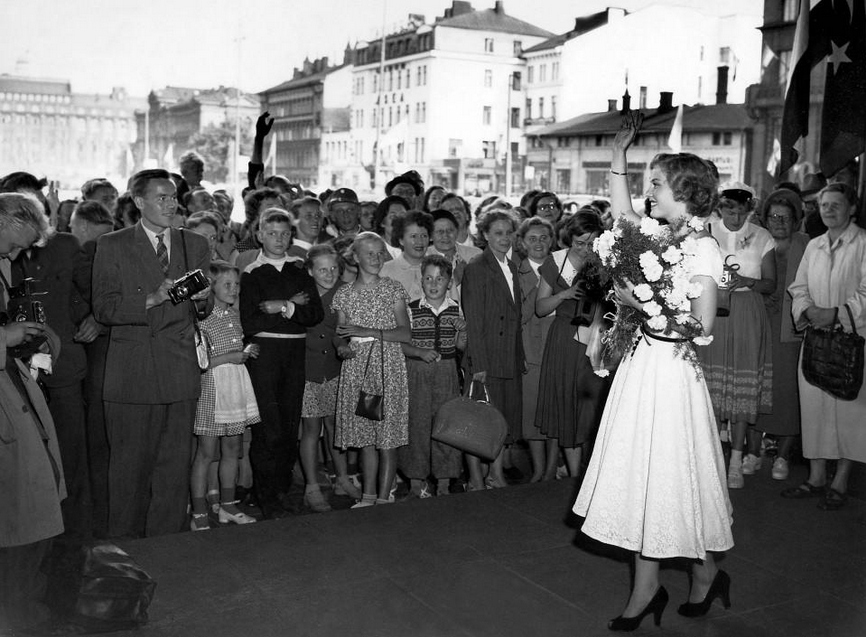
Armi Kuusela, la primera ganadora, se encuentra con gente en Helsinki (Finlandia)

La primera edición de Miss Universo se llevó a cabo en Long Beach (California) en 1952. Fue ganado por Armi Kuusela de Finlandia, quien renunció a su título, aunque no oficialmente, para casarse poco antes de que se completara su año de reinado. Hasta 1958, el título de Miss Universo, al igual que el de Miss America, se fechaba por el año siguiente al concurso, por lo que en ese momento el título de Kuusela era Miss Universo 1953. Desde su fundación por Pacific Mills, el concurso ha sido organizado y realizado por la Organización Miss Universo. Finalmente, Pacific Mills y sus subsidiarias fueron adquiridas por Kayser-Roth Corporation.
El concurso se televisó por primera vez en 1955. CBS comenzó a transmitir los concursos combinados de Miss USA y Miss Universo en 1960, y como concursos separados en 1965. Finalmente, Gulf and Western Industries compró la Kayser-Roth Corporation en 1975, que también adquirió el concurso de Miss Universo hasta 1991, cuando fue comprado por Procter & Gamble.
En 1996, Donald Trump compró el concurso a ITT Corp. Durante este tiempo, en 1998, Miss Universe, Inc. cambió su nombre a la Organización Miss Universo y trasladó su sede de Los Ángeles a la ciudad de Nueva York. A mediados de 2002, Trump formó una empresa conjunta con NBC, que en 2003 superó las ofertas de otros mercados para adquirir los derechos de televisión. De 2003 a 2014, el concurso se transmitió en Estados Unidos por NBC.
En junio de 2015, NBC canceló todas las relaciones comerciales con Trump y la Organización Miss Universo en respuesta a declaraciones polémicas sobre inmigrantes ilegales que cruzaron la frontera desde México. Como parte del acuerdo legal, en septiembre de 2015, Trump compró la participación del 50 % de NBC en la empresa, convirtiéndose en su único propietario. Tres días después, vendió toda la empresa a WME/IMG. Después del cambio de propiedad, en octubre de 2015, Fox y Azteca se convirtieron en los transmisores oficiales de los concursos de Miss Universo y Miss USA. Los derechos de transmisión de Miss Universo se dividieron temporalmente entre Telemundo y FYI durante el concurso de 2020, debido a las restricciones de la pandemia de COVID-19 en ese momento. El contrato con Fox y el presentador Steve Harvey se reanudó para la edición de 2021.
El 26 de octubre de 2022, el grupo JKN Global Group con sede en Tailandia adquirió la Organización Miss Universo (MUO) de IMG Worldwide, propiedad de Endeavor Group Holdings, por $14 millones, lo que convirtió a Anne Jakkaphong Jakrajutatip en la primera mujer transgénero en ser propietaria de la organización y marcó la primera vez que la organización expande su sede fuera de Estados Unidos. A partir de la edición de 2022, NBC volvió a adquirir los derechos de transmisión a través de The Roku Channel para la competencia, como resultado de los cambios de propiedad, lo que marcó la primera vez en la historia de Miss Universo que el concurso pasó de la cobertura tradicional en televisión a un servicio de streaming en los Estados Unidos.
El 16 de noviembre de 2023, Paula Shugart, presidenta de la Organización Miss Universo, anunció su salida de la Organización Miss Universo. El cargo mencionado anteriormente no será reemplazado. Después de la salida de Shugart, la directora ejecutiva de la Organización Miss Universo, Amy Emmerich, también anunció su salida el 8 de febrero de 2024 y dejó la organización el 1 de marzo de 2024.

## El concurso actualmente
Cada año, alrededor de 500 millones de personas en todo el mundo ven el certamen en vivo y en directo desde el lugar sede. Un total de 187 naciones y territorios han enviado al menos una vez a una candidata. Algunos de los países que en los diez últimos años se han sumado a esta lista son: Sierra Leona (2016), Camboya (2017), Laos (2017), Nepal (2017), Armenia (2018), Kirguistán (2018), Mongolia (2018), Bangladés (2019), Guinea Ecuatorial (2019), Camerún (2020), Baréin (2021), Bután (2022), Pakistán (2023), Bielorrusia (2024), Emiratos Árabes Unidos (2024), Eritrea (2024), Guinea (2024), Irán (como Persia, 2024), Macao (2024), Maldivas (2024), Moldavia (2024), Macedonia del Norte (2024), Somalia (2024) y Uzbekistán (2024).
La lista de concursantes suma el número de 5000 mujeres hasta 2023. Entre algunas de las celebridades que han participado en este concurso se encuentran: las políticas Irene Sáez (Venezuela, 1981), Tanja Karpela —antes Vienonen- (Finlandia 1991), Anke van Dermeersch (Bélgica 1992) y Jessica Jordan (Bolivia 2007); las supermodelos Helena Christensen (Dinamarca 1986), y Flaviana Matata (Tanzania 2007); la diseñadora y estrella de reality show Anya Ayoung-Chee (Trinidad y Tobago 2008); las actrices Isabel Sarli (Argentina 1955), Vera Fischer (Brasil 1969), Maribel Guardia (Costa Rica 1978), Laura Harring (Estados Unidos 1985), Paola Turbay (Colombia 1992), Carolina Gómez (Colombia 1994),  Sushmita Sen (India 1994) Alicia Machado (Venezuela 1996), Lara Dutta (India 2000), Jacqueline Bracamontes (México 2001), Gal Gadot (Israel 2004), Mónica Spear (Venezuela 2005), Jacqueline Fernandez (Sri Lanka 2006), Irene Esser (Venezuela 2012), y la actriz pornográfica Kelli McCarty (Estados Unidos 1991); asimismo, las ganadoras del título han destacado como empresarias, actrices, cantantes, modelos, políticas e inclusive como miembros de la realeza.
Miss Universo tiene dos concursos hermanos:
- Miss Estados Unidos: concurso que designa a la representante de Estados Unidos para Miss Universo, creado a la par de este en 1952 —y que se realizaban casi al mismo tiempo: las concursantes a Miss Estados Unidos y Miss Universo convivían durante varios días hasta que se elegía a la Miss Estados Unidos, y dos días después, se elegía a Miss Universo—, y
- Miss Estados Unidos Adolescente: versión para adolescentes del Miss Estados Unidos, creado en 1983.

Los tres certámenes son organizados, vendidos y franquiciados por la MUO.
La ganadora comienza inmediatamente sus actividades como reina universal de belleza en cuanto toma el título, convirtiéndose en la imagen principal de la compañía y fija su residencia en la ciudad de Nueva York (Estados Unidos) el tiempo que dure su reinado. Aquella empresa u organización que desee contratar a Miss Universo para algún evento (incluida la visita de la ganadora a su país), debe contactar y negociar con la MUO.

### Sistema de competencia
La elección de Miss Universo es un proceso muy largo, que año tras año mueve una enorme cantidad de personas y de dinero a través del mundo.
Miss Universo es una licencia que se renueva anualmente. En cada país interesado en mandar una candidata, existe un franquiciado que, tras el pago de una cantidad de dinero, que varía según el tamaño y la capacidad económica de cada país, tiene los derechos en ese país para enviar una delegada bajo reglas que la Organización Miss Universo impone.
Algunas de esas reglas básicas son las siguientes:
- Que la delegada sea mujer legalmente (desde 2012) — quedando abierta la posibilidad de que una mujer transgénero concurse (si su país la reconoce como tal)  —.
- Que sea la ganadora del título nacional o, en su defecto, la suplente; también se acepta que la delegada sea designada en casos especiales.
- Que tenga la nacionalidad del país por el que va a concursar y una residencia comprobable.
- Que tenga entre 18 y 28 años cumplidos al 1 de enero del año en que compita. A partir de 2024, el límite superior de edad será eliminado.
- Que tenga la disposición de ser Miss Universo y cumplir lo que ello conlleva.

Existen otras reglas y excepciones a estas que son particulares a cada país. Contrario a lo que suele pensarse, hay otras cuestiones que no violan el reglamento del concurso:
- Miss Universo no prohíbe las cirugías estéticas ni los aditamentos cosméticos.
- Miss Universo no pide un mínimo de estatura.
- Miss Universo no prohíbe que concurse una mujer que haya posado desnuda o en lencería.
- Miss Universo no solicita ni un máximo ni un mínimo de peso para sus concursantes.
- Miss Universo no promueve estereotipos raciales o étnicos para la representación de un país.
- Miss Universo no prohíbe la participación de mujeres casadas, divorciadas, madres o gestantes (desde 2023).

En cada país se organiza un certamen local, que va desde eventos austeros y sencillos, como audiciones o cástines, hasta fastuosos espectáculos que dan la vuelta al mundo. Existen numerosos títulos nacionales que, históricamente, cuentan con la tradición de elegir a la representante de dicho país en Miss Universo, tal como el Miss Venezuela, el Miss Francia y el Miss Sudáfrica. Existen otros que han nacido recientemente a raíz del cambio de franquiciado, tal como Miss Universe Colombia, Miss Universe Japan o Miss Diva (representante india a Miss Universo).
Tras este proceso, que se inicia con más de un año de anticipación, se conjunta a un grupo de concursantes, que oscila dentre 70 y 90 candidatas cada año (83 en 2022). Ellas se reúnen en el lugar sede entre dos y tres semanas antes de la noche final. Cumplen con diversas actividades, que van desde grabaciones en locaciones que permitan hacer promoción a la sede, hasta cenas con jefes de gobierno y eventos con los patrocinadores. También existe la competencia de Trajes Nacionales y de Fantasía, donde cada delegada luce un diseño representativo de su patria.

#### Preliminar
Alrededor de una semana antes de la noche final, se hace la presentación oficial de las concursantes en un evento llamado Show de Presentación, donde cada candidata desfila en traje de baño (similares para todas) y en traje de noche (elegido a gusto personal por cada concursante). Ellas son evaluadas por un panel de jueces preliminar, con el que también se entrevistan personalmente. Dicho panel, junto con la MUO, tiene la tarea de elegir a un número de concursantes que a su consideración podrían ser Miss Universo. El fallo de este panel de jueces y la organización no es dado a conocer sino la noche final, en transmisión directa a más de 150 países, donde tras la presentación de cada candidata se anuncia esta selección de las candidatas que pasan a la siguiente ronda.

#### Final
En la historia del concurso se han realizado diversos cambios en el modo de elección y clasificación de las concursantes en el día del certamen, ello a consecuencia de los distintos objetivos que se han ido buscando y cambiando con el paso de los años por parte de Miss Universo.
Con base en las concursantes elegidas en la preliminar se han presentado diversos cambios:
1. Las concursantes elegidas vuelven a ser evaluadas por un panel distinto de jueces (jurado final) que emite su opinión de manera numérica por medio de una calificación.
2. Desde 1952 hasta 1965, al momento de presentar a las semifinalistas, estas eran simplemente anunciadas al público por orden alfabético; de hecho las concursantes ya conocían de antemano quienes habían sido elegidas como semifinalistas días previos a la final. Es a partir de 1966, cuando se adopta el modelo en el que únicamente los organizadores y productores del concurso sean quienes conozcan los resultados de la preliminar y así den a conocer los nombres de las semifinalistas y éstas sean anunciadas sin ningún orden en específico el propio día de la elección.
3. Desde 1978 hasta 2002, y desde 2007 hasta 2010, las puntuaciones de los jueces en las distintas etapas del concurso eran transmitidas de forma inmediata y pública (a excepción del recinto en donde se llevara a cabo el evento).
4. Desde 1952 hasta 2002, las calificaciones de los jueces eran promediadas entre las distintas áreas de la competencia para que las concursantes pudieran avanzar hacia las siguientes rondas. En 2003 se estableció que las calificaciones son eliminatorias, no se promedian ni se acumulan, ni tienen que coincidir con el resultado final, puesto que en cada ronda se borran las calificaciones anteriores. Sin embargo, en 2018, las calificaciones de las 10 semifinalistas que compitieron tanto en traje de baño como en traje de noche, tuvieron que ser promediadas para elegir a las 5 finalistas.
5. Desde 1952 hasta 2016 y reanudando en 2020, las candidatas eran escogidas sin limitantes, ello en cuanto a la cantidad de semifinalistas por región geográfica.
6. Desde 2017 hasta 2019 se eligió un número equitativo de cuartofinalistas basado en el concepto de 4 grupos, tres por regiones continentales (África, Asia y Oceanía, Europa y América) y uno por comodín (en inglés: Wild Card).

Basado en estos puntos generales, a continuación se describe de modo cronológico, cómo ha ido cambiado el modo de selección de las concursantes desde sus inicios hasta la actualidad:
Desde 1952 hasta 1959, durante 8 ediciones:
- Volvían a competir las diez (1952), dieciséis (1953-54) o quince (1955-59) semifinalistas en traje de baño, traje de noche y las mismas exponían un discurso particular, de las cuales se elegían a solo 5 candidatas.
- Las cinco finalistas restantes, daban una última pasarela, y el panel de jueces consideraba la impresión general que dejaba cada una de las finalistas para votar y definir posiciones finales. la impresión general que dejaba cada una de las finalistas para votar y definir posiciones finales (para ese entonces la ganadora era coronada en traje de baño entero).

Desde 1960 hasta 1963, durante 4 ediciones:
- Volvían a competir las quince (1960-63) semifinalistas en traje de baño, traje de noche y las mismas exponían un discurso particular.
- Las cinco finalistas restantes, eran anunciadas únicamente dentro de las quince semifinalistas, al momento de conocer su posición final, es decir, en la propia coronación.

En 1964, durante 1 edición:
- Volvían a competir las quince semifinalistas en traje de baño, traje de noche, de las cuales se elegían a solo 10 candidatas.
- Las diez finalistas restantes, se sometían a una pregunta particular, daban una última pasarela, y el panel de jueces junto al público votante consideraban la impresión general que dejaba cada una de las finalistas para votar y definir posiciones finales.
- Las cinco finalistas restantes, eran anunciadas dentro de las diez semifinalistas, únicamente al momento de conocer su posición final, es decir, en la propia coronación.

Desde 1965 hasta 1985, durante 21 ediciones:
- Volvían a competir las quince (1965-70), doce (1971-83) o diez (1984-85) semifinalistas en traje de baño, traje de noche y se sometían a una entrevista con el jurado, de las cuales se elegían a solo 5 candidatas.
- Las cinco finalistas restantes, se sometían a una pregunta particular, daban una última pasarela, y el panel de jueces el panel de jueces consideraba la impresión general que dejaba cada una de las finalistas para votar y definir posiciones finales.

Desde 1986 hasta 1989, durante 4 ediciones:
- Volvían a competir las diez (1986-89) semifinalistas en traje de baño, traje de noche y se sometían a una entrevista con el jurado, de las cuales se elegían a solo 5 candidatas.
- Las cinco finalistas restantes, solo daban una última pasarela, ya que la pregunta final fue eliminada en esta etapa del concurso; el panel de jueces consideraba la impresión general que dejaba cada una de las finalistas para votar y definir posiciones finales.

Desde 1990 hasta 1999, durante 10 ediciones:
- Volvían a competir las diez (1990-99) semifinalistas en traje de baño, traje de noche y se sometían a una entrevista con el jurado, de las cuales se elegían a solo seis (1990-97) o cinco (1998-99) candidatas.
- Las seis o cinco restantes se sometían a una pregunta particular, donde se eliminaban a tres o dos más.
- Las tres finalistas restantes se sometían a una misma y última pregunta, daban una última pasarela, y el panel de jueces consideraba la impresión general que dejaba cada una de las finalistas para votar y definir posiciones finales.

En 2000 y 2022, durante 2 ediciones:
- Volvían a competir las dieciséis (2022) o diez (2000) semifinalistas únicamente en traje de baño y traje de noche, de las cuales se elegían a solo 5 candidatas (la entrevista con el jurado fue eliminada en esta etapa del concurso).
- Las cinco restantes se sometían a una pregunta particular, donde se eliminaban a dos más.
- Las tres finalistas restantes se sometían a una misma y última pregunta, daban una última pasarela, y el panel de jueces consideraba la impresión general que dejaba cada una de las finalistas para votar y definir posiciones finales.

En 2001 y 2002, durante 2 ediciones:
- Volvían a competir las diez semifinalistas en traje de baño y traje de noche, de las cuales se elegían a solo 5 candidatas.
- Las cinco finalistas restantes, se sometían a una pregunta particular, daban una última pasarela, y el panel de jueces consideraba la impresión general que dejaba cada una de las finalistas para votar y definir posiciones finales.

Desde 2003 hasta 2005, durante 3 ediciones:
- Volvían a competir las quince cuartofinalistas en traje de noche, donde se eliminaban de la competencia a 5 de estas candidatas.
- Las diez restantes continuaban a una nueva ronda de traje de baño, donde se eliminaban a 5 más.
- Las cinco finalistas restantes, se sometían a una pregunta particular, daban una última pasarela, y el panel de jueces consideraba la impresión general que dejaba cada una de las finalistas para votar y definir posiciones finales.

Desde 2006 hasta 2013, durante 8 ediciones:
- Volvían a competir las veinte (2006), dieciséis (2011-13) o quince (2007-2010) cuartofinalistas en traje de baño, de las cuales se elegían a solo diez candidatas.
- Las diez restantes continuaban a una nueva ronda de traje de noche, donde se eliminaban a 5 más.
- Las cinco finalistas restantes se sometían a una pregunta particular, daban una última pasarela y el panel de jueces consideraba la impresión general que dejaba cada una de las finalistas para votar y definir posiciones finales.

En 2014,2020 y 2024, durante 3 ediciones:
- Volvían a competir las treinta (2024),veintiún (2020) o quince (2014) cuartofinalistas en traje de baño, de las cuales se elegían solo a doce (2024) o diez (2014 y 2020) candidatas.
- Las doce o diez restantes continuaban a una ronda en traje de noche, dónde otras 7 o 5 eran eliminadas.
- Las cinco finalistas se sometían a una pregunta particular y otra igual para todas, daban una última pasarela y el panel de jueces consideraba la impresión general que dejaba cada una de ellas para votar y definir posiciones finales.

Desde 2015 hasta 2017, en 2021 y en 2023, durante 5 ediciones:
- Volvían a competir las veinte (2023), dieciséis (2017; 2021), quince (2015) o trece (2016) cuartofinalistas en traje de baño, de las cuales se elegían a solo 10 (2015; 2017; 2021; 2023) o 9 (2016) candidatas.
- Las diez o nueve restantes continuaban a una nueva ronda de traje de noche, donde se eliminaban a 5 o 3 más, respectivamente.
- Las cinco o seis restantes se sometían a una pregunta particular, donde se eliminan a dos o tres más, respectivamente.
- Las tres finalistas se sometían a una misma y última pregunta, daban una última pasarela y el panel de jueces consideraba la impresión general que dejaba cada una de ellas para votar y definir posiciones finales.

En 2018 y 2019, durante 2 ediciones:
- Las veinte cuartofinalistas exponen un discurso particular de quince segundos, después de ello el jurado elige a solo 10 candidatas.
- Las diez restantes continúan a una nueva ronda en traje de baño y traje de noche, donde se eliminan de la competencia 5 más.
- Las cinco restantes se someten a una pregunta particular, donde se eliminan a dos más.
- Las tres finalistas se someten a una misma y última pregunta, dan una última pasarela (junto a un último discurso en 2019) y el panel de jueces junto al público votante consideran la impresión general que deja cada una de ellas para votar y definir posiciones finales.

Este proceso se cambia constantemente a consideración de la MUO, por ende es difícil asegurar que cada edición siga este procedimiento o lo varíe en algún sentido. Antes de nombrar las finalistas, siempre se aclara que un jurado calificador, en conjunto con miembros de la organización, escogen secretamente el cuadro de seleccionadas con base a su actuación en las competencias preliminares.

### Sobre las clasificaciones

#### Semifinalistas
La primera ronda de semifinalistas ha estado presente en todas las ediciones de Miss Universo. Esta etapa de la competencia fue única durante 51 ediciones (1952-63; 1965-2002 y 2022), es decir, las concursantes que obtenían la mínima calificación para poder continuar en la competencia podían avanzar de una vez como finalistas. En 1964 y desde 2003, las semifinalistas han requerido avanzar a una segunda ronda para luego de ello, convertirse en finalistas. A continuación, se describen los distintos formatos utilizados en la primera ronda de semifinalistasː
- El formato de 10 semifinalistas ha sido utilizado en 20 ediciones; se implementó únicamente en la edición inaugural (en 1952), para ser retomada 32 años después de manera ininterrumpida durante 19 ediciones (desde 1984 hasta 2002).
- El formato de 12 semifinalistas ha sido utilizado en 12 ediciones; se implementó de manera ininterrumpida durante 12 ediciones (desde 1971 hasta 1983).
- El formato de 13 semifinalistas ha sido utilizado en 1 sola edición; se implementó únicamente en 2016.
- El formato de 15 semifinalistas ha sido utilizado en 25 ediciones; se implementó de manera ininterrumpida durante 16 ediciones (desde 1955 hasta 1970), volvió a utilizarse por segunda ocasión 33 años después durante 3 ediciones (desde 2003 hasta 2005), luego por tercera ocasión 2 años después durante 4 ediciones (desde 2007 hasta 2010), y por cuarta ocasión 4 años después durante 2 ediciones (en 2014 y 2015).
- El formato de 16 semifinalistas ha sido utilizado en 8 ediciones; se implementó por primera vez durante 2 ediciones (en 1953 y 1954), luego fue retomado 57 años después durante 3 ediciones (desde 2011 hasta 2013), se utilizó por tercera ocasión 4 años después (en 2017) y más tarde en 2021 y 2022.
- El formato de 20 semifinalistas ha sido utilizado en 3 ediciones; se implementó en 2006 y 12 años después en 2018 y 2019, se utilizó 4 años después en 2023.
- El formato de 21 semifinalistas ha sido utilizado en 1 edición; se implementó en 2020.
- El formato de 30 semifinalistas ha sido utilizado en 1 edición; se implementó en 2024.

La segunda ronda fue introducida únicamente en 1964, para ser retomada 39 años después, estando presente desde 2003 hasta 2021 y luego en 2023 y 2024,para un total de 22 ediciones. A continuación, se describen los distintos formatos utilizados en la segunda ronda de semifinalistasː
- El formato de 9 semifinalistas ha sido utilizado en 1 sola edición; se implementó únicamente en 2016.
- El formato de 10 semifinalistas ha sido utilizado en 20 ediciones; se implementó por primera vez en 1964, fue retomado después durante 19 ediciones mas (desde 2003 hasta 2015) y desde 2017 hasta 2021 y luego en 2023.
- El formato de 12 Semifinalistas ha sido utilizado en 1 sola edición; se implementó únicamente en 2024.

#### Finalistas
La primera ronda se implementó motivado a la incorporación de una fase previa de preguntas desde 1990 hasta 2000, y ha sido implementada nuevamente desde 2015 hasta 2023, con una excepción en 2020, para un total de 19 ediciones. A continuación, se describen los distintos formatos utilizados en la primera ronda de finalistasː
- El formato de 5 finalistas ha sido utilizado en 10 ediciones; se implementó por primera vez durante 3 ediciones (desde 1998 hasta 2000), luego 15 años después (en 2015) y ha sido retomado por tercera ocasión (desde 2017 hasta 2023).
- El formato de 6 finalistas ha sido utilizado en 9 ediciones; se implementó por primera vez durante 8 ediciones (desde 1990 hasta 1997), y fue retomado 19 años después (en 2016).

La segunda ronda de finalistas ha estado presente en todas las ediciones de Miss Universo. Esta etapa de la competencia fue única durante 53 ediciones (1952-1989; 2001-2014; 2020 y 2024), es decir, las finalistas eran posicionadas en la coronación una vez realizada esta etapa de la competencia. De 1990 a 2000 y desde 2015 hasta 2023 (menos en 2020) las finalistas han requerido avanzar a una segunda ronda de finalistas, para luego ser posicionadas. Han existido 2 formatos de finalistas de último corte. A continuación, se describen los distintos formatos utilizados en la segunda ronda de finalistas:
- El formato de 5 finalistas de único corte ha sido utilizado en 53 ediciones; se implementó por primera vez durante 38 ediciones (desde 1952 hasta 1989) y fue retomado 12 años después durante 16 ediciones (desde 2001 hasta 2014,y luego en 2020 y 2024).
- El formato de 3 finalistas de segundo corte, ha sido utilizado en 19 ediciones; se implementó por primera vez durante 11 ediciones (desde 1990 hasta 2000) y ha sido retomado 15 años después (desde 2015 hasta 2019 y se reanudó entre 2021 hasta 2023).

#### Posicionamiento final
- El título de Miss Universo, así como el de Primera y Segunda finalistas, han sido otorgados en todas las ediciones del concurso.
- Los títulos de Tercera y Cuarta finalistas han sido otorgados hasta el momento en 54 ediciones (desde 1952 hasta 1989) durante 38 años, y (desde 2001 hasta 2014 y luego en 2020 y 2024) durante 16 ediciones.
- Desde 2011 hasta 2014, cuando las dos últimas candidatas están en escena, primero se nombra directamente a la Miss Universo y luego a la Primera finalista. Hasta 2010 se mencionaba a la inversa. A partir de 2015 no se nombra a la Primera finalista.

## Símbolos de Miss Universo

### Símbolos en uso

#### Logotipo de Miss Universo
En 1998, el logotipo de Miss Universo - «La mujer con las estrellas» - nació, en representación de la belleza y la responsabilidad de las mujeres en todo el universo; este distintivo nace al constituirse la Organización Miss Universo, después del cambio de dueños. La mujer con las estrellas es una figura femenina en vestido largo, delgada, que mira hacia la izquierda y arriba, levantando su brazo izquierdo el cual, con la mano abierta, recibe a cinco estrellas; su brazo derecho reposa sobre la cadera. La mujer usa una pequeña corona y toda la figura está adornada, de la mitad para arriba, con un óvalo asimétrico.
Esta es una variación del primer logotipo de Miss Universo, que era una figura femenina, muy similar a la actual, pero que miraba de frente con los brazos extendidos y completamente rodeada por dos óvalos entrecruzados.

#### Corona Miss Universo
Uno de los elementos que siempre ha fungido como símbolo de Miss Universo es la corona. Esta ha sufrido diversos cambios en los setenta años del certamen.
- 1952: La primera corona de Miss Universo fue usada únicamente en el primer certamen y por Armi Kuusela, Miss Universo 1952. Se trata de la corona nupcial perteneciente a la Dinastía Románov era utilizada en las bodas de las grandes duquesas de Rusia junto a un collar y una tiara que conformaban el conjunto.
- 1953: La segunda corona de Miss Universo fue usada únicamente en el segundo certamen y por Christiane Martel, Miss Universo 1953. Era una pequeña corona dorada, metálica, con cinco picos rematados con una pequeña bola que colgaba sobre el centro de la figura; el pico mayor tenía un pequeño adorno de brillantes.
- 1954-1960: La tercera corona de Miss Universo fue usada desde 1954 hasta 1960. Se trata de una pieza delgada, adornada con brillantes y perlas, cuya estructura estaba conformada por diez picos, cinco a cada lado, rematado cada uno de ellos por una perla. Al centro, la figura de una estrella ascendente adornaba el conjunto, siendo este el ornamento principal.
- 1961-1962: La cuarta corona de Miss Universo fue usada en 1961 y 1962. Era una corona clásica de reina de belleza, de estructura delgada, amorfa y simétrica, adornada con brillantes, con forma de unas hojas. Al centro, una enorme estrella de seis picos remataba el conjunto.
- 1963-2001: La quinta corona de Miss Universo es sin duda la más emblemática, conocida y usada; ha servido de inspiración para otros certámenes a todos los niveles. Se trata de una corona delgada hecha de brillantes, con adornos en forma ondeada a los costados, enmarcando al centro el logotipo de Miss Universo. Esta corona, sufrió diversas y sutiles transformaciones durante su uso, pues pasó de ser una pieza grande, a algo un poco más delicado y estrecho. No obstante, la estructura principal siempre se conservó y es reconocida como la corona de Miss Universo aún hoy, puesto que se usó por casi 40 años. Miss Universo 1970, Marisol Malaret, fue la primera ganadora del concurso en conservar la corona como parte de los premios, tradición que siguió hasta que esta pieza fue descontinuada en 2001.
- 2002-2007; 2017-2018: La sexta corona de Miss Universo, llamada oficialmente Ave Fénix, pero conocida como La Corona Mikimoto, fue usada desde 2002 hasta 2007. Se trata de una delicada pieza hecha de 18 quilates de diamantes, 800 brillantes y 120 perlas de gran calidad, cultivadas para esta pieza. Su valor oscilaba los USD 250,000 y las ganadoras en ese periodo conservaban una tiara de menor valor y tamaño, réplica de la corona. Su apodo proviene de la firma joyera japonesa Mikimoto que diseñó la corona en 2001 a pedido de la Organización Miss Universo.
- 2008: La séptima corona de Miss Universo se utilizó únicamente en la edición de 2008. Diseñada por Rosalina Tran Lydster de la empresa Jewelry by Rosalina y Dang Thi Kim Lien de la empresa CAO Fine Jewelry, ambas vietnamitas. Con un valor de USD 120 mil, está hecha de oro blanco y dorado de 18 quilates, y más de mil piedras preciosas, entre diamantes, cuarzo, y gemas. Los colores y las piedras tratan de representar la próspera economía vietnamita y la inspiración y el sentimiento que conlleva el título. Esta corona fue parte del contrato para celebrar esta edición de Miss Universo en Vietnam y fue un rotundo fracaso, ya que resultó ser una pieza insignificante y sin impacto alguno. Entre algunos seguidores, se la comenzó a llamar La Vietnamoto, conjuntando las palabras Vietnam y Mikimoto -firma diseñadora de la corona anterior- y, entre otros, la Corona Mi Alegría, en alusión a la firma de juguetes mexicana, burlándose de la poca calidad en la confección de esta joya. A comienzos de 2009, Dayana Mendoza, Miss Universo 2008, dejó de utilizar esta corona en sus apariciones, ocupando en su lugar la corona Ave Fénix.
- 2009-2013: La octava corona de Miss Universo fue elegida por cibernautas de todo el mundo. La MUO encargó a la empresa Diamond Nexus Labs, destacada por crear piedras preciosas en un ambiente ecológico y amigable con el ambiente, el diseño de tres coronas, y los cibernautas de todo el mundo pudieron votar por su favorita. Los tres diseños que Diamond Nexus Labs puso en votación se llaman Peace (Paz), Unity (Unidad) y Hope (Esperanza). El diseño que obtuvo más votos fue Peace, convirtiéndola así en la octava corona de Miss Universo. Esta pieza fue modificada para su segundo año, pues al ser coronada Stefanía Fernández, Miss Universo 2009, por Dayana Mendoza, Miss Universo 2008, resbaló de manos de esta última y cayó, fracturándose. Cuando Fernández coronó a Ximena Navarrete, Miss Universo 2010, la corona fue rediseñada para tener una mejor estabilidad, suprimiéndose los arcos superiores que adornaban la pieza. Las ganadoras, durante el uso de esta corona, conservaban como parte de sus premios una tiara de similar diseño y menor valor.
- 2014-2016: La empresa checa Diamond International Corporation, experta en diamantes, diseñó una nueva corona que fue estrenada por Paulina Vega al ganar la edición de 2014.[26] Es una pieza que tiene un costo de 300 mil dólares, con un peso de 411 g, y con una base de piel y ganchos que dificultan su retiro (para evitar caídas), Cuenta con una base de oro blanco de 18 quilates, adornada con 198 zafiros pequeños; la figura principal consta de 33 cristales de Bohemia, que simulan a los grandes rascacielos de la ciudad de Nueva York, a su vez adornados con tiras construidas con 311 diamantes. Cinco grandes piedras de topacio azul adornan y contrastan con todo el diseño.[27]
- 2019-2021: La empresa de joyería suizo-emirata Mouawad estableció negociaciones de patrocinio con la Organización Miss Universo. Ante ello, el día 10 de septiembre de 2019 se dio a conocer en medios sociales que, desde el año lectivo, será utilizada una nueva corona nombrada The Power of Unity (El Poder de la Unidad). La empresa diseñó una tiara llamada The Diamond Tiara, que es una réplica de la corona original y que desde finales de 2020 la empresa ha estado entregando a todas las ganadoras de la organización que no recibieron una réplica de sus coronas.

#### Banda de Miss Universo
Otro elemento que ha servido de símbolo a Miss Universo es la banda que reconoce a la reina de belleza. En ella se plasma el título «Miss Universe». Se coloca a la Miss Universo en funciones sobre el hombro derecho, atravesando su torso, hasta caer sobre la parte izquierda de la cadera. La banda ha sufrido diversos cambios en los sesenta y tres años del certamen.
- 1952-1963: La primera banda de Miss Universo era un listón grueso, amarillo o blanco, en el que el título era impreso en mayúsculas en un tipo de letra arial, de color azul marino. Hasta 1958, se añadió el año al título.
- 1964: La segunda banda de Miss Universo fue únicamente usada por Corinna Kiriaki Tsopei, Miss Universo 1964. Sobre terciopelo amarillo, unas letras azul marino resaltaban el título, siendo enmarcada en las orillas con peluche blanco.
- 1965: La tercera banda de Miss Universo fue únicamente usada por Apasra Hongsakula, Miss Universo 1965. Sobre tela blanca, las letras en azul marino resaltaban el título, siendo enmarcada en las orillas con tela dorada.
- 1966-2000: La cuarta banda de Miss Universo comenzó a usarse en 1966 y sufrió ligeros cambios durante este tiempo, pero se puede decir que esta fue, al igual que la corona usada casi durante el mismo periodo, la banda más emblemática del título. Sobre tela blanca, brillosa, unas letras color azul rey en tipo estilizado remarcaban el título. El mismo tono de azul adornaba las orillas, con una línea de pequeños diamantes al interior. Algunas Misses Universo de este periodo fueron coronadas con la primera banda, pero la oficial era esta. Entre 1966 y 1972, hubo cambios en el tipo de letra (Arial y Times New Roman) y en 1974 la orilla se utilizó en color rojo. Para 1996, la banda fue acortada de tamaño.
- 2001-2021: La quinta banda de Miss Universo comenzó a utilizarse en el año 2001. Se trata de un diseño tipográfico similar al de una máquina de escribir. El título está escrito sobre tela blanca brillosa, las letras son delineadas con gris oscuro y son plateadas, al igual que las orillas, adornadas interiormente por una línea de pequeños brillantes. También se ha ocupado una variante de esta banda en negro, en vez de plateado, a partir de 2008. Algunas organizaciones nacionales han adoptado diseños similares para su banda. En 2013 se usó una banda muy similar a la anterior, solo que es más blanca y tiene letras más anchas y de línea más delgada similar a la fuente courier, pero conservando sus colores; aunque esta banda se ocupó en la noche de elección de 2013, la banda anterior la sigue usando Miss Universo en algunos eventos.
- 2022-actual: Para la 71a Miss Universo competición la organización anunció a The Sash Company como uno de sus patrocinadores y crearon las primeras bandas sostenibles. Las nuevas bandas tanto para la ganadora y las concursantes estarán hechas a partir de tela e hilo reciclado 100% post-consumidor y con piedras de imitación producidas éticamente. Con esto se espera que el compromiso de la organización con la sostenibilidad reduzca la cantidad global de plástico y residuos en el medio ambiente.⁠

##### Otras bandas
- Miss Universo 1991, Lupita Jones, ocupó durante un número musical en la transmisión, una banda similar a la de las concursantes, que decía «Miss Universe».
- Con motivo de la celebración del certamen de 1994 en Filipinas, Gloria Diaz y Margarita Moran recibieron como obsequio sendas bandas confeccionadas bajo el cuarto diseño, añadiendo el año en que ganaron; anteriormente, Corinna Kiriaki Tsopei, Marisol Malaret y Georgina Rizk, recibieron réplicas de ese diseño en una reunión.
- En 2006, varias Misses Universo se dieron cita en Nueva York, para asistir a un evento organizado con motivo de la presentación de un libro alusivo al título y consejos de belleza. Las asistentes recibieron una banda conmemorativa, similar a la actual, a la que se añadía el año en que portaron el título.
- Miss Universo 2007, Riyo Mori, ocupó un diseño en letra cursiva, y hasta ahora el único que utiliza minúsculas, con letras y orillas negras.
- Miss Universo 2009, Stefanía Fernández, viajando a Ruanda, perdió una de las maletas de su equipaje y con ella la banda oficial de Miss Universo, razón por la que los artesanos de Ruanda le hicieron una banda sencilla pero muy simbólica para sustituir provisionalmente a la oficial.
- Miss Universo 2015, Pia Wurtzbach, ocupó un diseño de banda muy similar al que usó durante su reinado, pero en color rojo, durante un evento benéfico en su natal Filipinas como parte de las actividades previas de la edición donde coronaría a su sucesora.

#### Bandas de las concursantes
Cada año, las concursantes de Miss Universo son uniformadas con un diseño de banda que permite su fácil identificación y que portan en la mayoría de los eventos, incluyendo el show preliminar y la final. Desde la 71.ª edición, las bandas portadas por las concursantes son un listón blanco y cosido con letras negras, en fuente Commuters Sans, producidas por la empresa The Sash Company. Las bandas son fabricadas con materiales 100 % reciclados.
Entre 2011 y 2021 se utilizó un listón blanco e impreso con letras negras, en fuente Impact, sobre un listón blanco, similares a las bandas de otros muchos concursos nacionales y locales.
Desde la década de 1960 hasta 2010, el diseño era sobre un listón blanco satinado grueso sobre el que se cosían las letras de fieltro negro. Las letras se basan en la fuente SF Collegiate, formando con ellas el nombre del país que representan. A lo largo de la historia, el diseño había sido muy similar, cosa que logra una identificación hacia el certamen. Se ha modificado ligeramente el grosor o el largo de la banda, así como el tipo de letra, pasando de uno más grueso a uno más delgado, o viceversa, o bien las letras más juntas o más separadas, en azul marino o negro. El único cambio significativo ocurrió en 1987, cuando las concursantes usaron bandas cuyas letras estaban bordadas en azul al listón en fuente Algerian.

### Símbolos descontinuados

#### Juramento de Miss Universo
Desde 1960 a 1990, este era el juramento de Miss Universo, que se leía en cada certamen tras coronar a la nueva reina: «Nosotras, las mujeres jóvenes del universo, creemos que toda la gente del mundo busca la paz, la tolerancia y el entendimiento mutuo. Juramos difundir este mensaje de cualquier forma que podamos y a donde vayamos».

#### Capa de armiño
En sus inicios, y como juego al símbolo de realeza, a la Miss Universo se le colocaba una larga capa roja de armiño con la cual hacía sus desfiles triunfal y de entrega. Georgina Rizk, en 1971, fue la última Miss Universo en usarla.

#### Cetro
En sus principios se le daba a la ganadora un cetro, que hacía juego con la corona y con el cual la Miss Universo hacía sus desfiles. Anne Marie Pohtamo, en 1975, fue la última Miss Universo en recibirlo.

### Reinas Continentales
El 73º certamen de belleza Miss Universo, celebrado en la Ciudad de México el 17 de noviembre de 2024, introdujo un nuevo título: Reinas Continentales, otorgado a cuatro concursantes de diferentes regiones: África y Oceanía, Asia, Europa y Medio Oriente, y América. Esta incorporación tenía como objetivo celebrar la representación regional y proporcionar la entrada automática a las semifinales para los ganadores y en parte apoyar a la soberana titular.
Las Reinas Continentales inaugurales fueron: 
- Miss Universo África y Oceanía:

 Nigeria Chidimma Adetshina 
- Miss Universo Asia:  Filipinas Chelsea Manalo[30]
- Miss Universo Europa y Medio Oriente:  Finlandia Matilda Wirtavuori [31]
- Miss Universo Américas:  Perú Tatiana Calmell[32]

Estos títulos muestran la belleza regional y celebran la diversidad cultural en el escenario global. Las ganadoras fueron elegidas a través de la competencia preliminar, que luego avanzó al Top 30. A estas finalistas se unieron otras semifinalistas, cuyos puntajes y el voto de los fanáticos determinaron sus posiciones.

## Ganadoras
La siguiente galería muestra a las ganadoras latinoamericanas e hispanas del concurso:

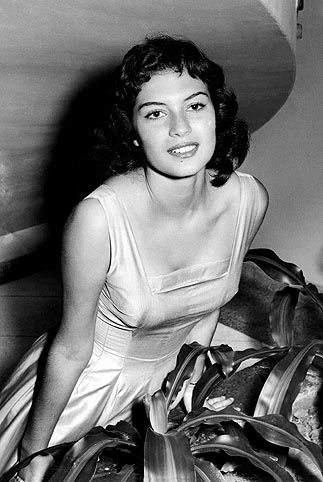
Miss Universo 1957 Gladys Zender, Perú.
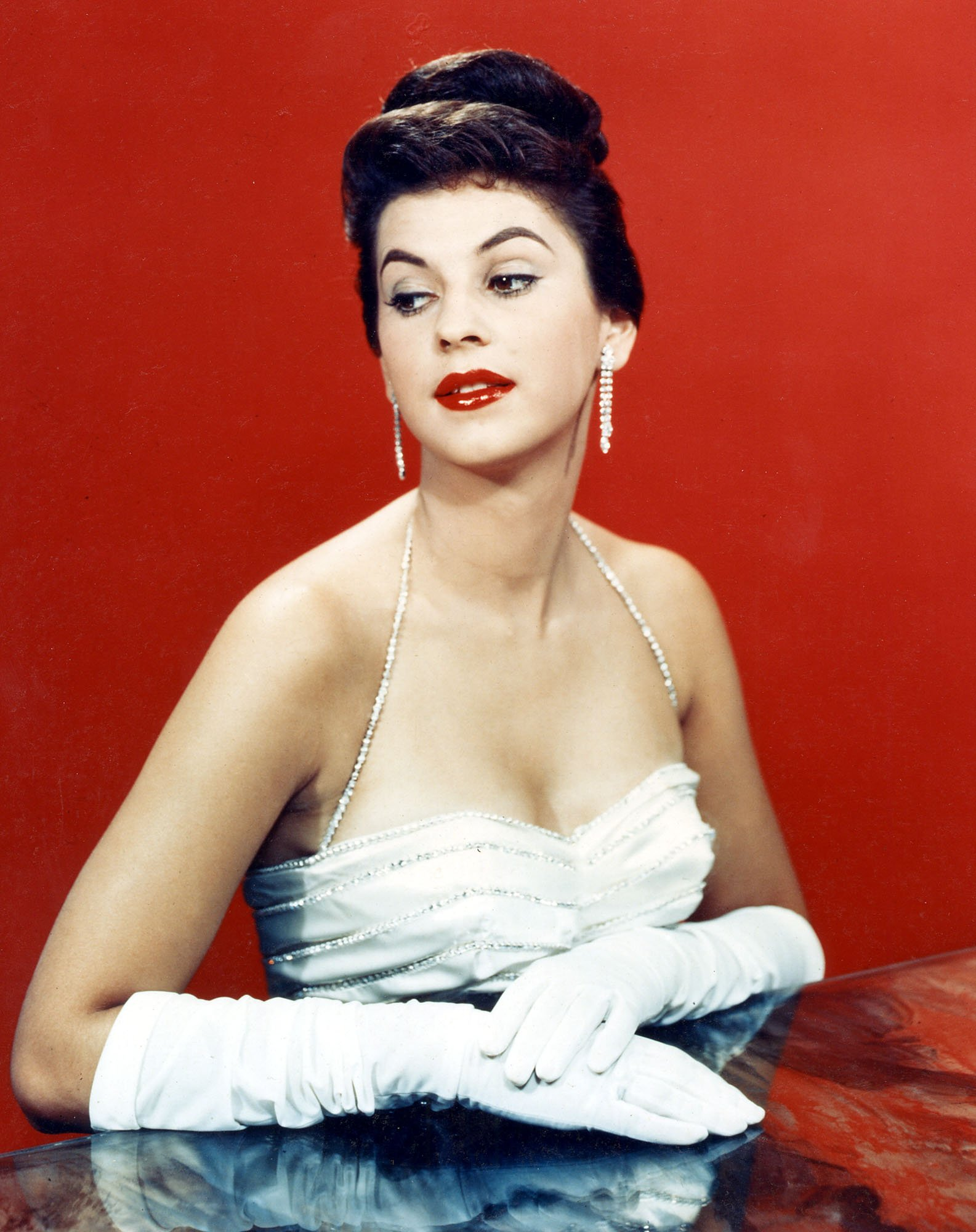
Miss Universo 1958 Luz Marina Zuluaga, Colombia.
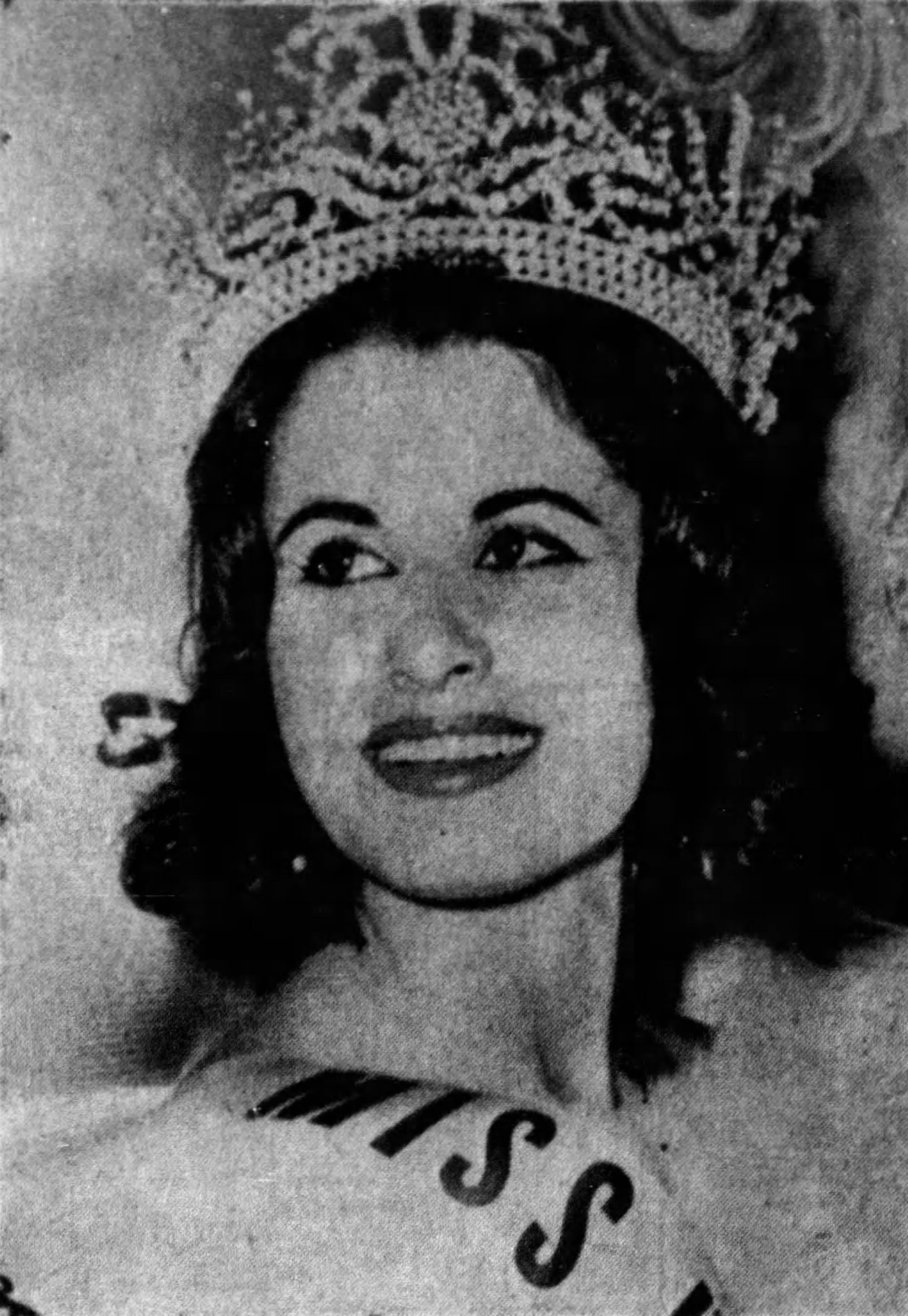
Miss Universo 1962 Norma Nolan, Argentina.
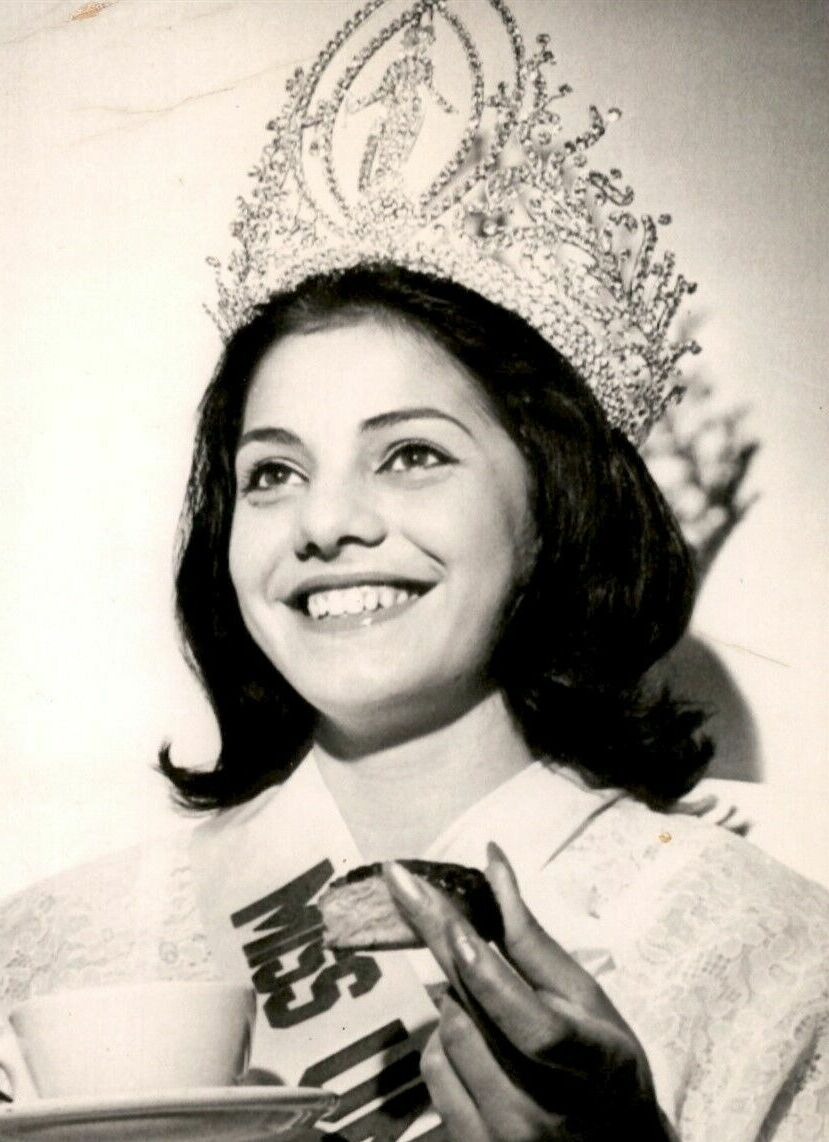
Miss Universo 1963 Iêda Maria Vargas, Brasil.
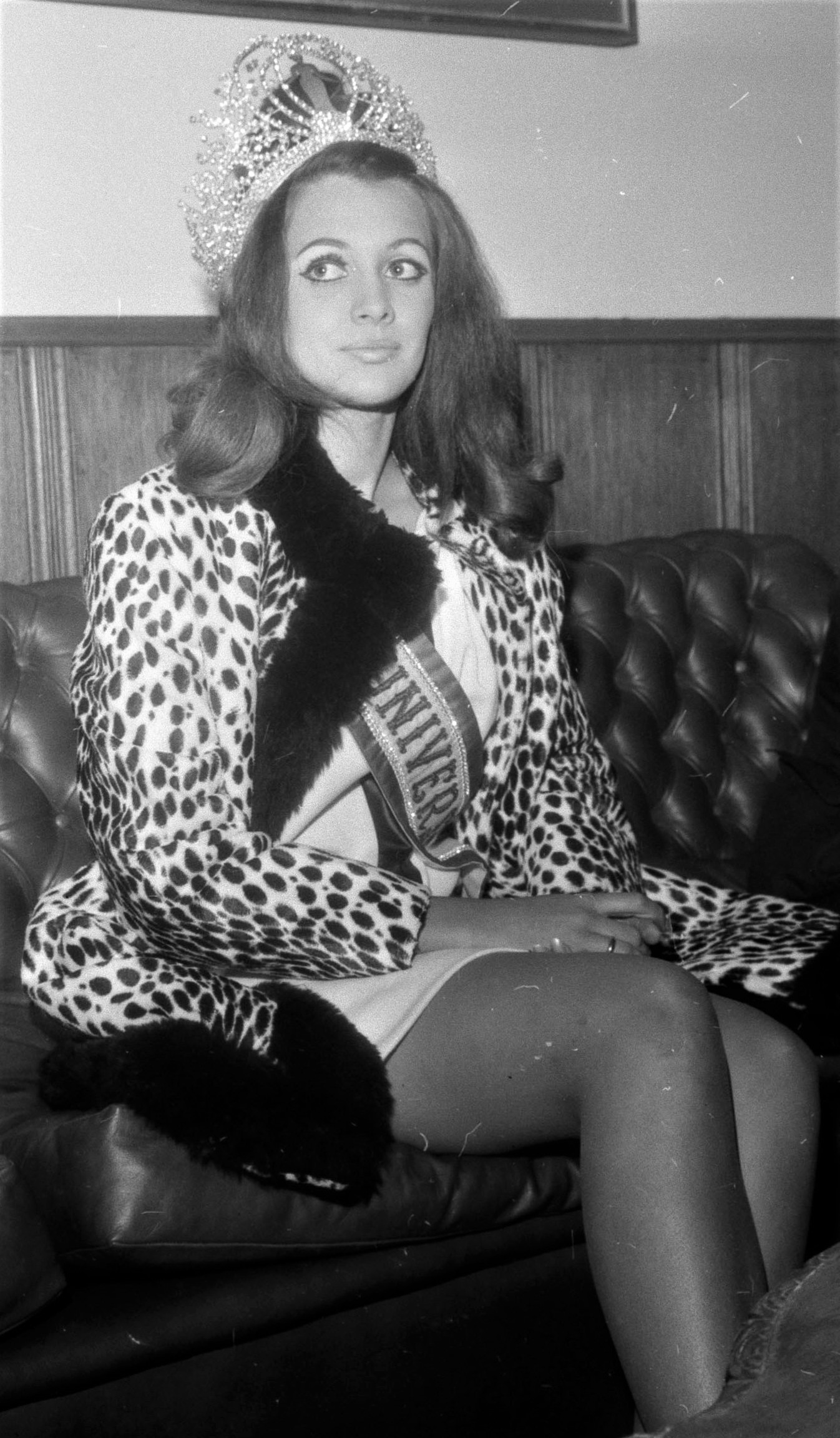
Miss Universo 1968 Martha Vasconcellos, Brasil.
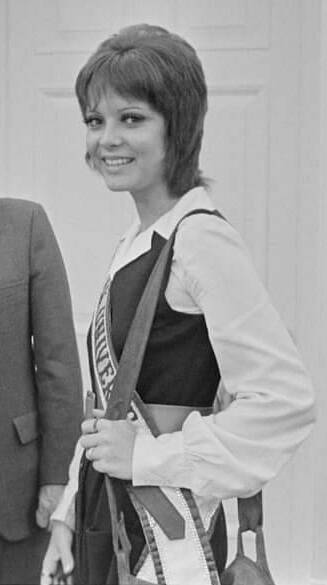
Miss Universo 1970 Marisol Malaret, Puerto Rico.
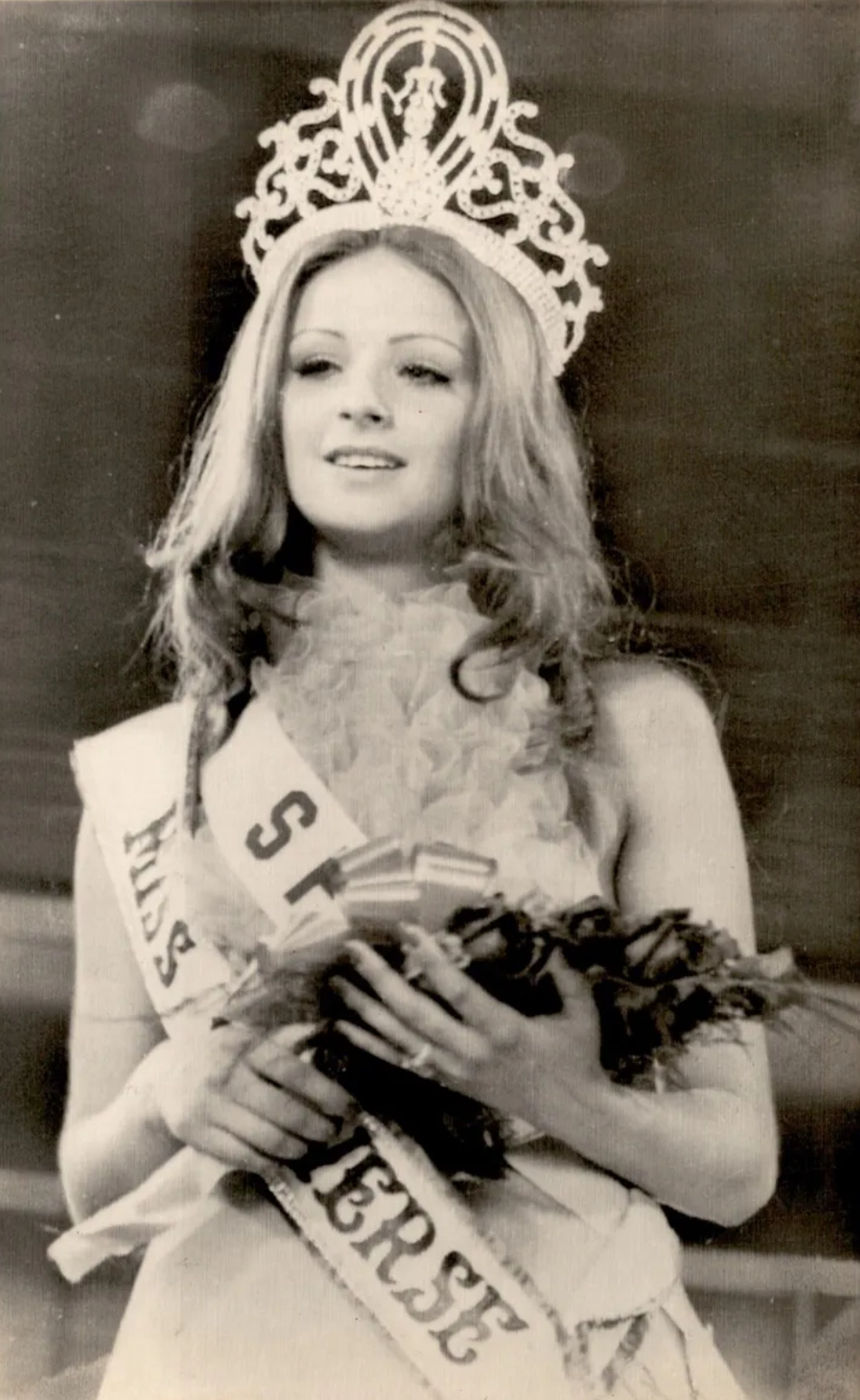
Miss Universo 1974 Amparo Muñoz, España.
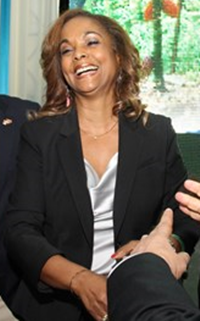
Miss Universo 1977 Janelle Commissiong, Trinidad y Tobago.
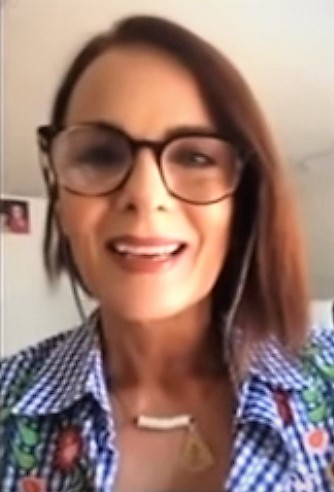
Miss Universo 1979 Maritza Sayalero, Venezuela.
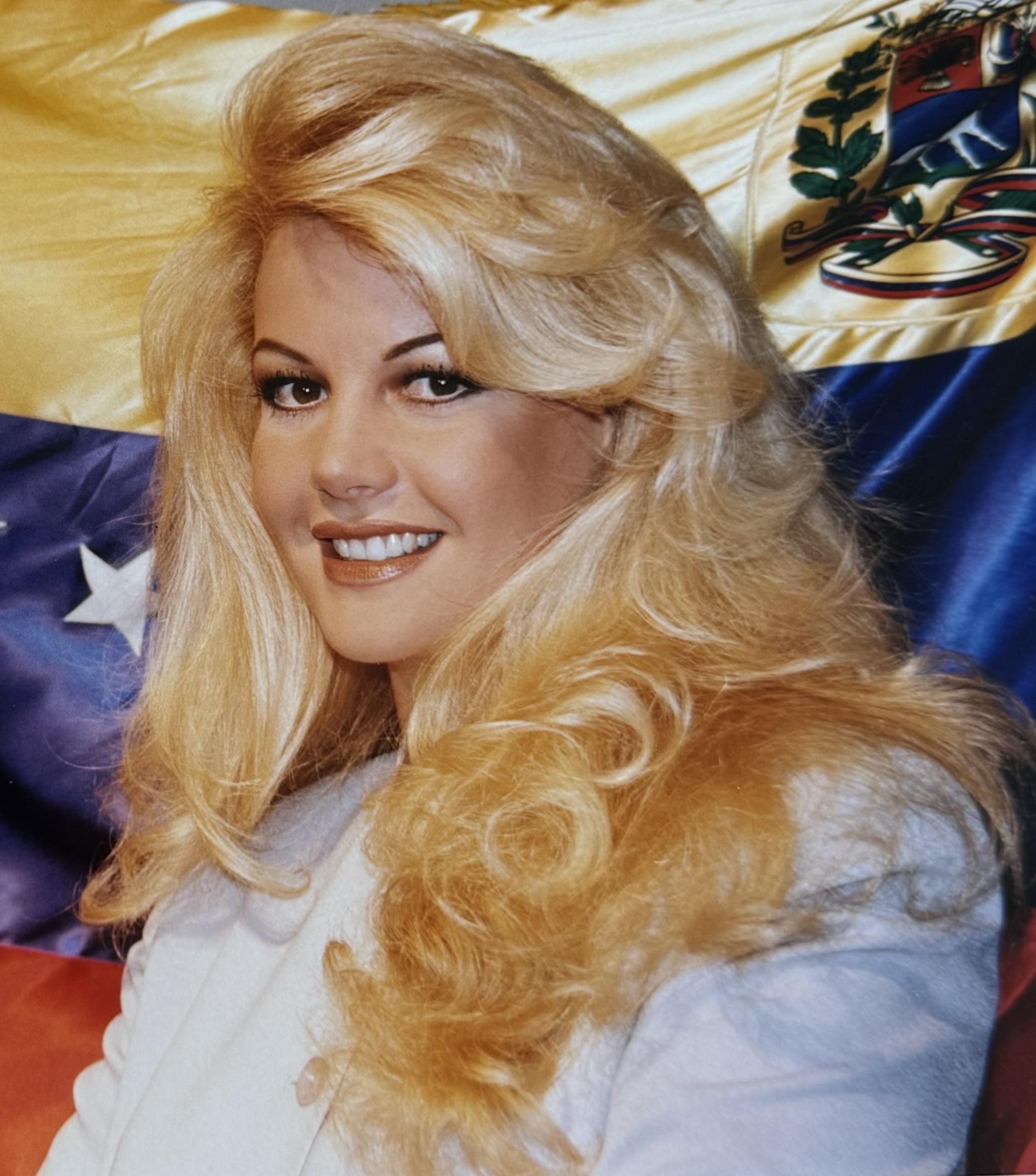
Miss Universo 1981 Irene Sáez, Venezuela.
Miss Universo 1985 Deborah Carthy-Deu, Puerto Rico.
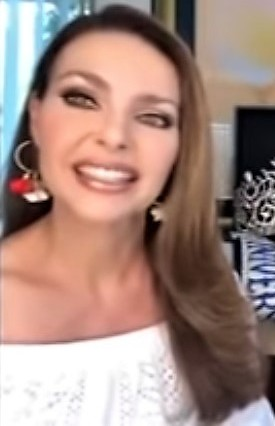
Miss Universo 1986 Bárbara Palacios, Venezuela.
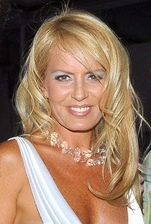
Miss Universo 1987 Cecilia Bolocco, Chile.
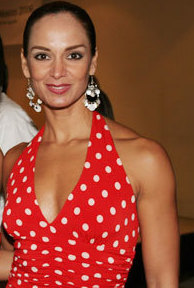
Miss Universo 1991 Lupita Jones,
 México.
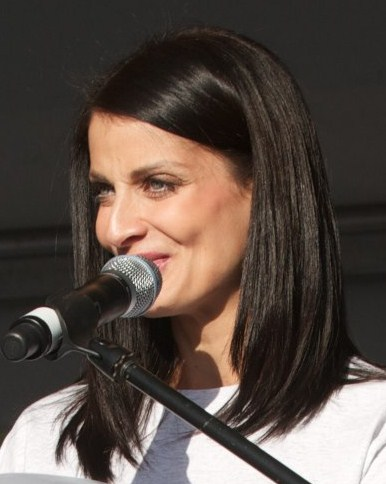
Miss Universo 1993 Dayanara Torres, Puerto Rico.
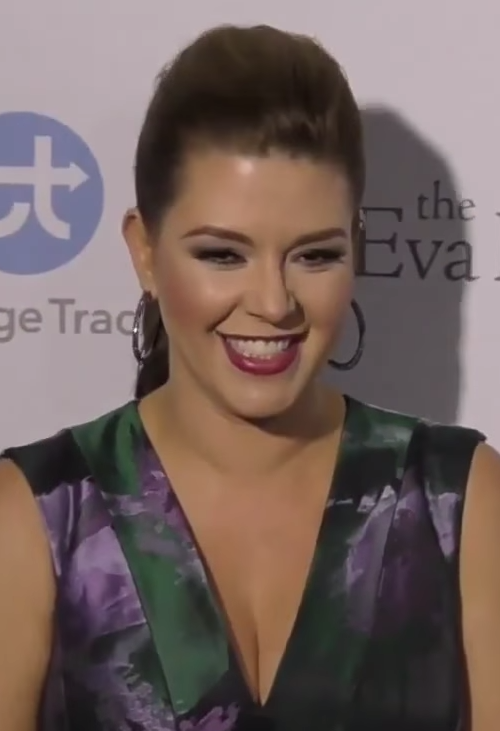
Miss Universo 1996 Alicia Machado, Venezuela.
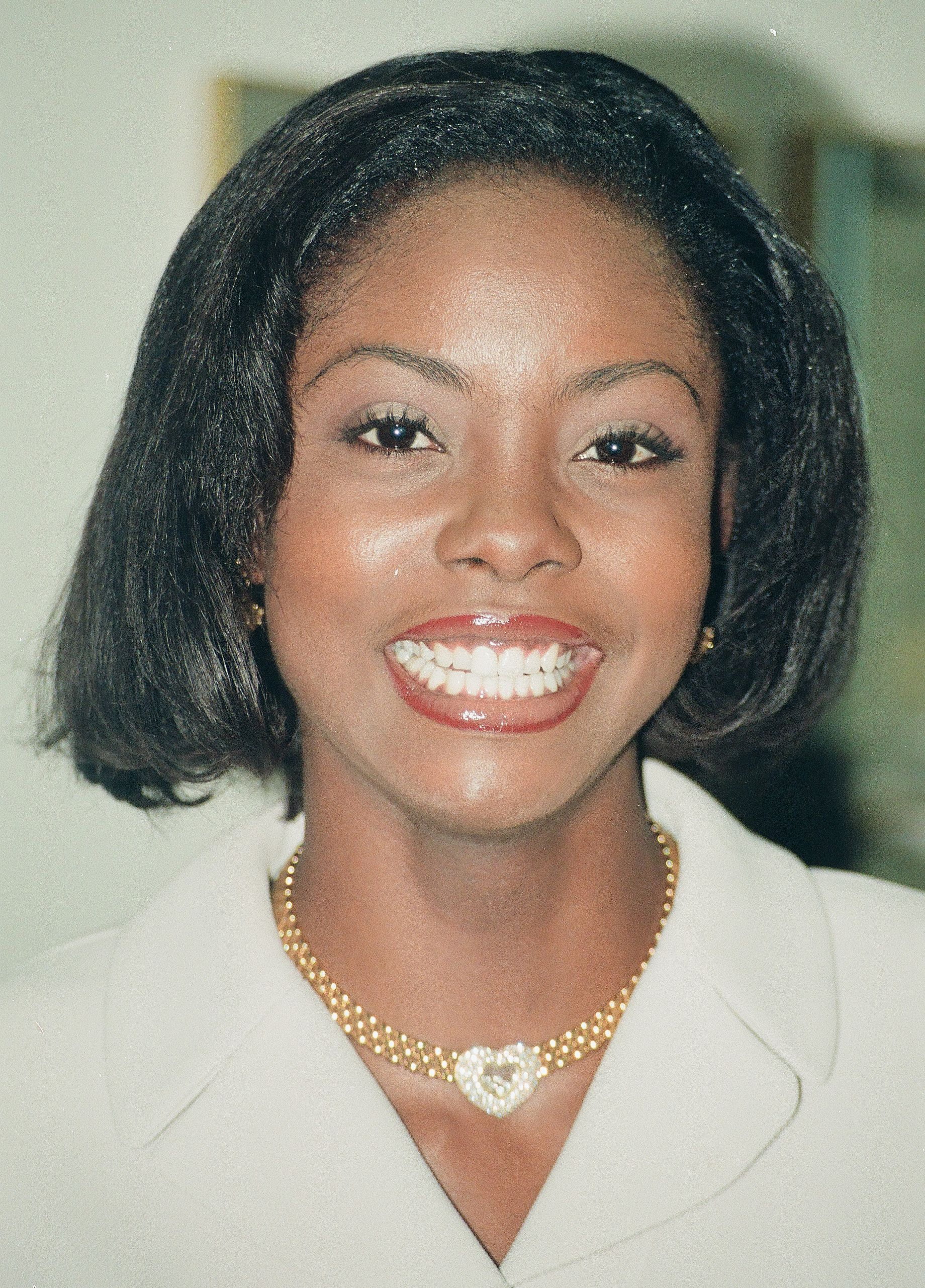
Miss Universo 1998 Wendy Fitzwilliam, Trinidad y Tobago.
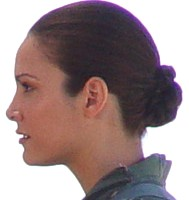
Miss Universo 2001 Denise Quinones, Puerto Rico.
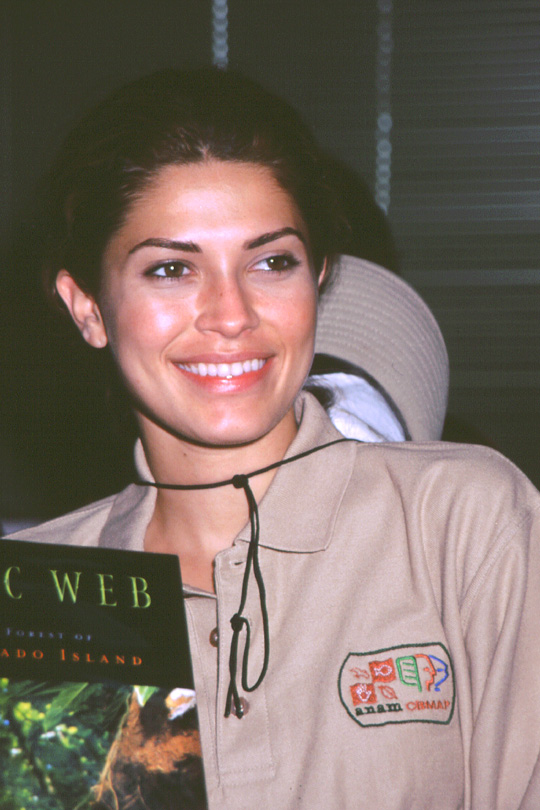
Miss Universo 2002 Justine Pasek, Panamá.
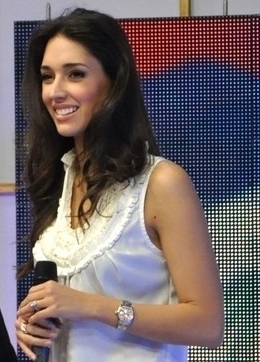
Miss Universo 2003 Amelia Vega, República Dominicana.
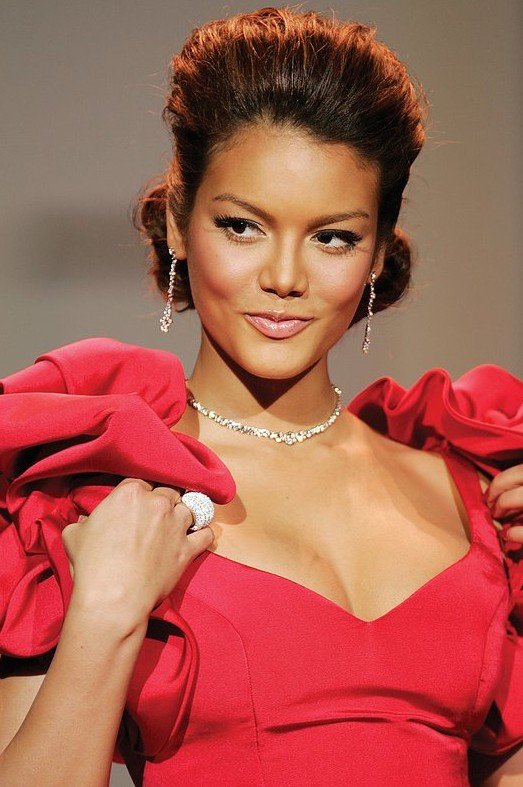
Miss Universo 2006 Zuleyka Rivera, Puerto Rico.
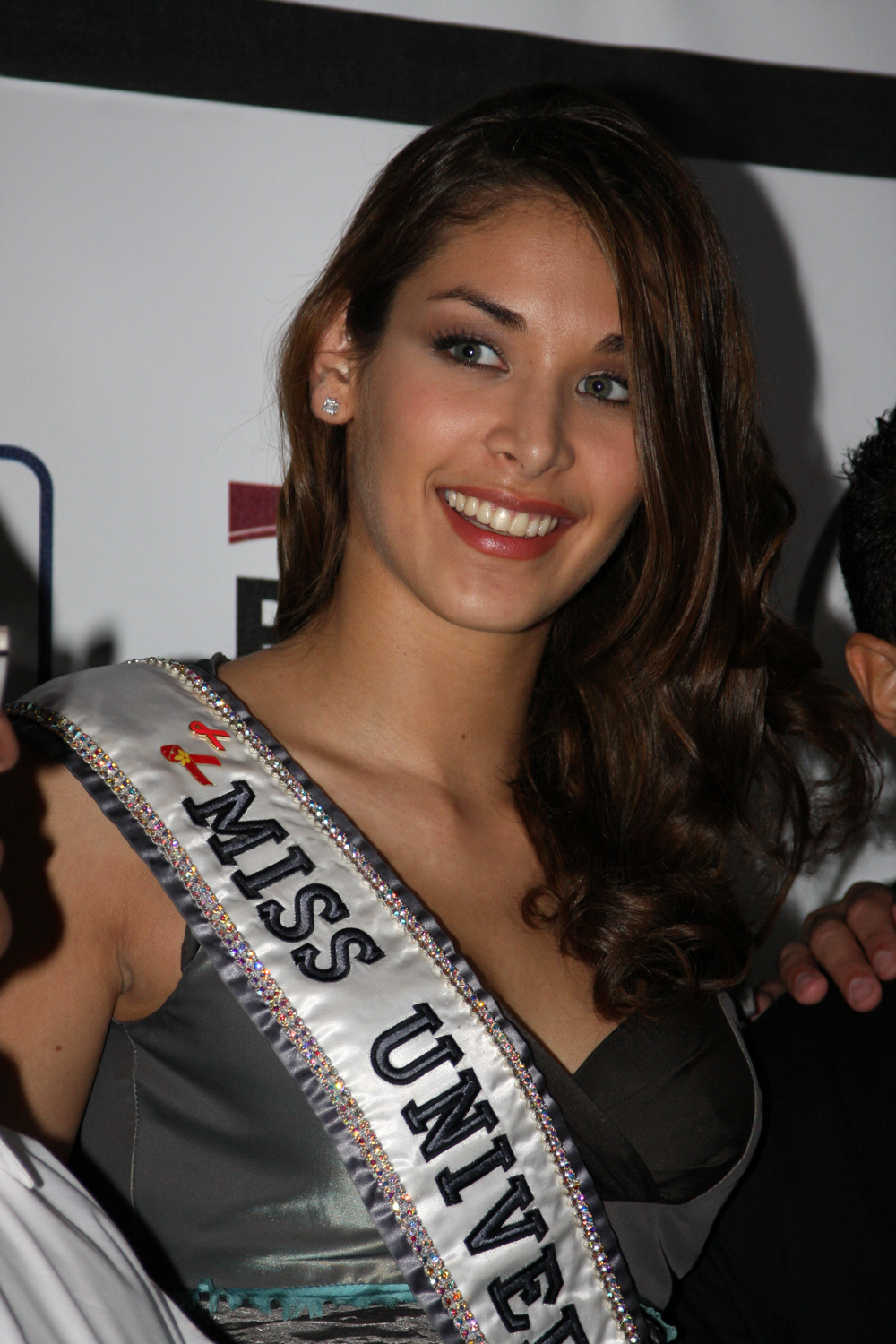
Miss Universo 2008 Dayana Mendoza, Venezuela.
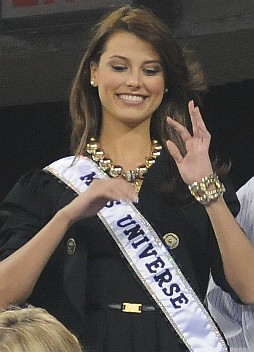
Miss Universo 2009 Stefanía Fernández, Venezuela.
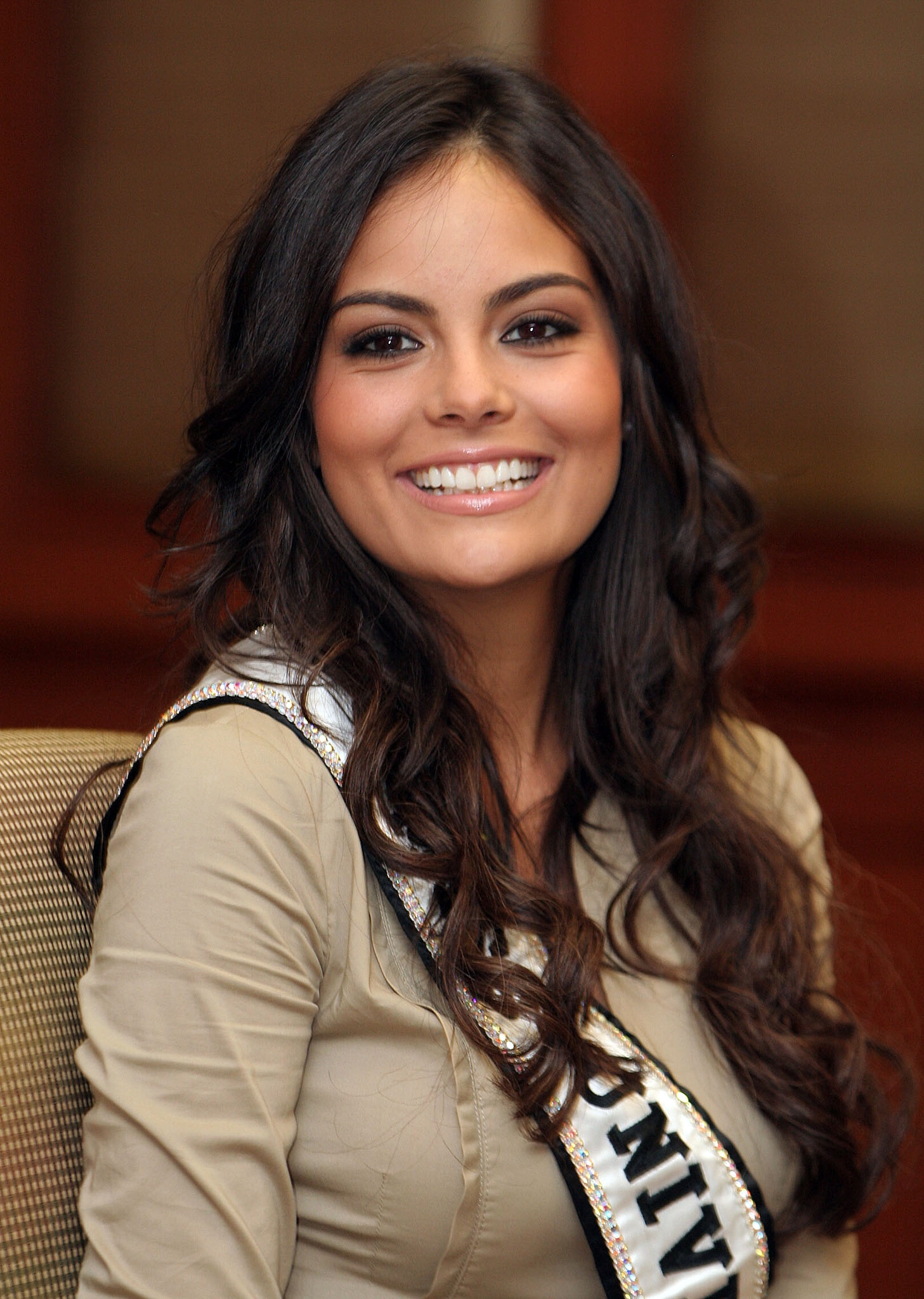
Miss Universo 2010 Ximena Navarrete,
 México.
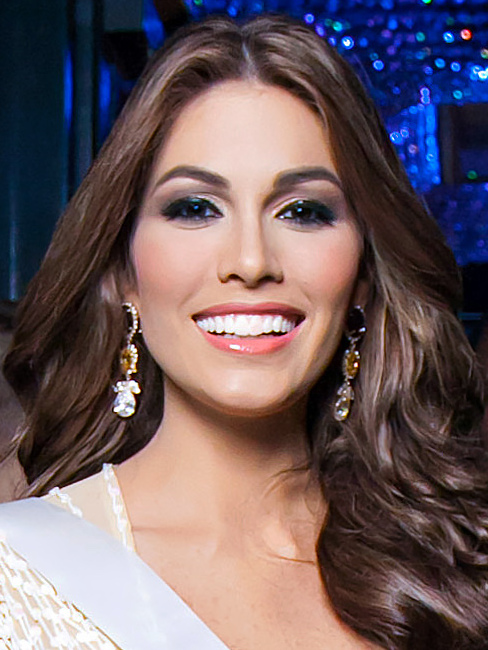
Miss Universo 2013 Gabriela Isler, Venezuela.
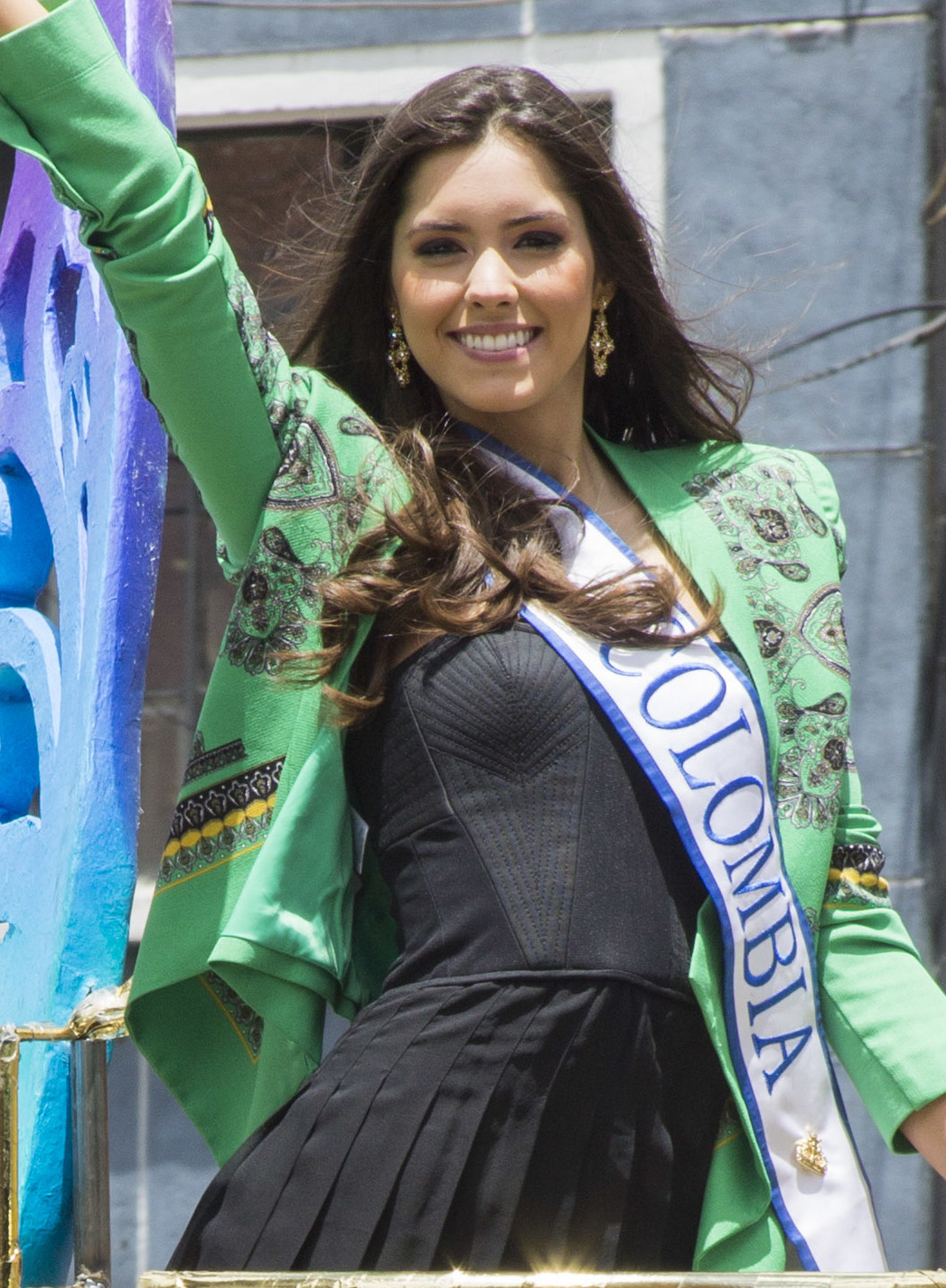
Miss Universo 2014 Paulina Vega, Colombia.
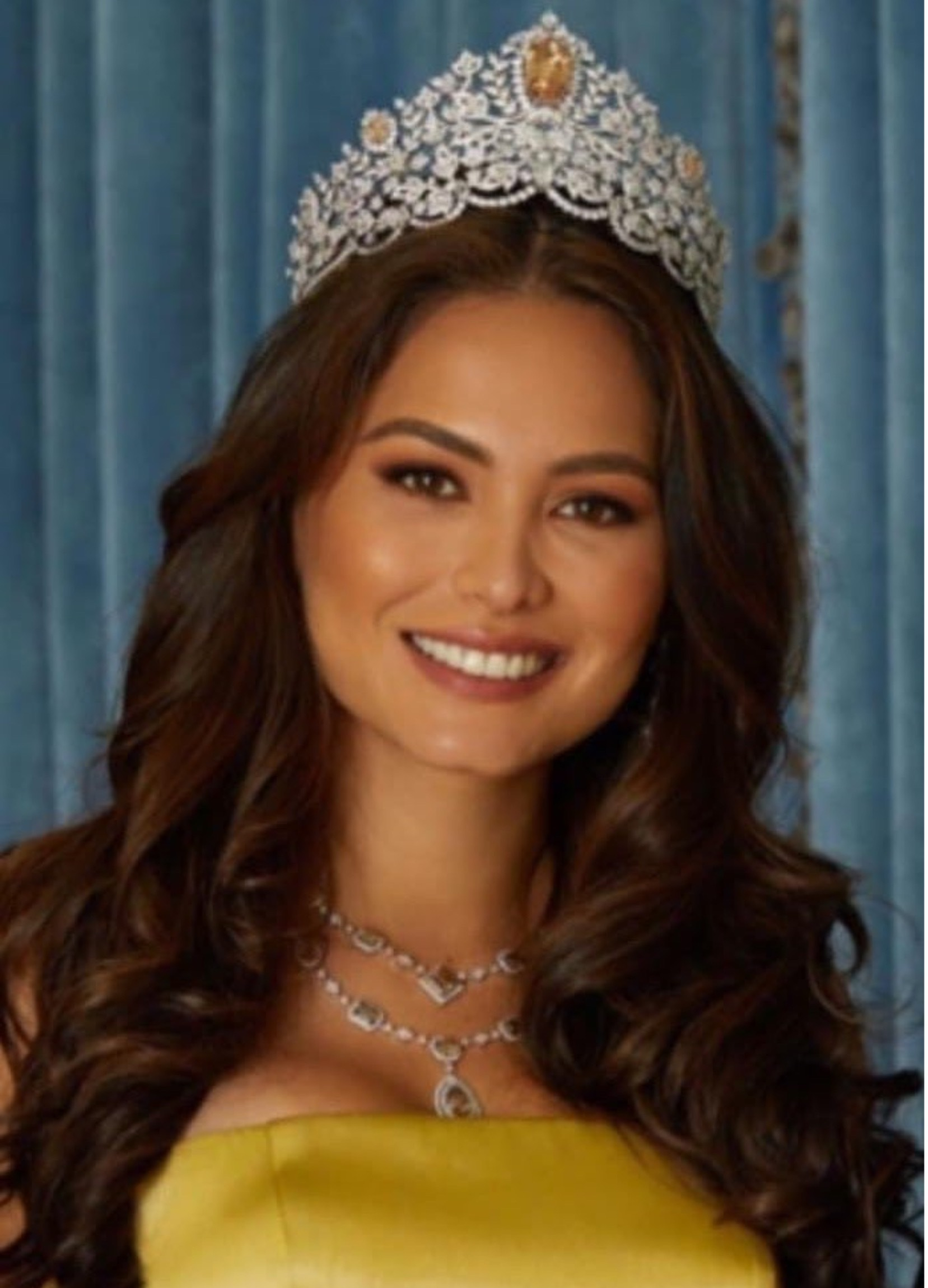
Miss Universo 2020 Andrea Meza,
 México.
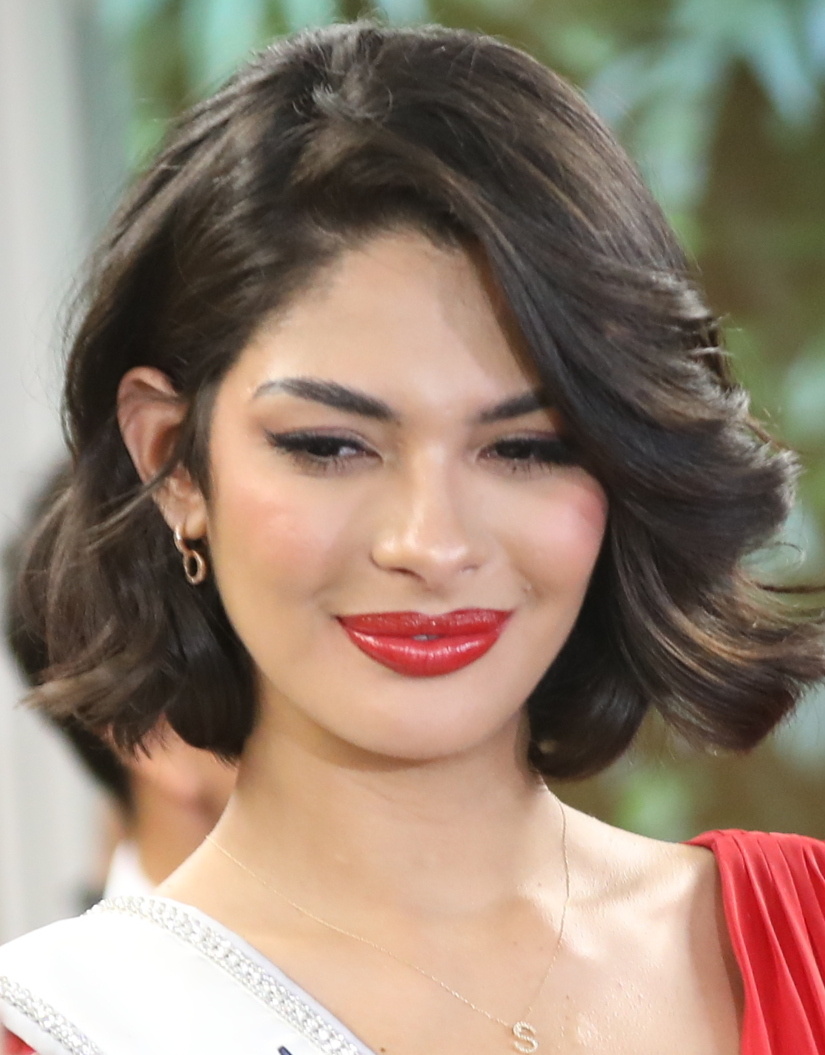
Miss Universo 2023 Sheynnis Palacios, Nicaragua.

### Datos sobre las Misses Universo
- La Miss Universo más alta es Amelia Vega (2003) de República Dominicana, con 1.84 m.
- La Miss Universo más baja es Apasra Hongsakula (1965) de Tailandia, con 1.62 m.
- La primera Miss Universo hispanohablante fue Gladys Zender (1957) de Perú.
- La primera Miss Universo asiática fue Akiko Kojima (1959) de Japón.
- La primera Miss Universo árabe fue Georgina Rizk (1971) de Líbano.
- La primera Miss Universo negra fue Janelle Commissiong (1977) de Trinidad y Tobago.
- Las Misses Universo más jóvenes en ganar el título fueron Armi Kuusela (1952) de Finlandia, Christiane Martel (1953) de Francia y Gladys Zender (1957) de Perú, las tres con 17 años cumplidos al momento de su elección.
- La primera Miss Universo en coronar a su compatriota fue Dayana Mendoza Miss Universo 2008 corono a Stefania Fernández Miss Universo 2009 de Venezuela.
- La Miss Universo con mayor edad en ganar es R'Bonney Gabriel (2022) de Estados Unidos con 28 años al ser electa.
- La única Miss Universo destronada ha sido Oxana Fedorova (2002) de Rusia. Otras Misses Universo que no han concluido su reinado han sido Armi Kuusela (1952) de Finlandia —quien se casó durante su reinado en Filipinas–, Georgina Rizk (1971) de Líbano  —quien por tensiones políticas entre Puerto Rico y Líbano no pudo entregar la corona– y Amparo Muñoz (1974) de España —quien abandonó el título–, aunque jamás se les quitó el título de manera oficial.
- Leila Lopes (2011) de Angola y Gabriela Isler (2013) de Venezuela son las únicas Misses Universo que actualmente están directamente implicadas en la preparación de nuevas concursantes de su país; Isler para Venezuela desde 2018 y Lopes para Angola desde 2022. Otras Miss Universo que han estado a cargo de la preparación de las representantes de sus países para Miss Universo lo han sido: Lupita Jones (1991) de México desde 1994 hasta 2023, Sushmita Sen (1994) de India lo hizo de 2010 a 2012, Denise Quiñones (2001) de Puerto Rico lo hizo de 2018 a 2021, (Justine Pasek (2002 - b) de Panamá de 2016 a 2017. Mona Grudt (1990) de Noruega, esporádicamente invierte dinero y tiempo en la misma tarea para su nación.
- Zozibini Tunzi (2019) de Sudáfrica es la Miss Universo con el reinado más largo, cumpliendo con 525 días de reinado, esto debido al retraso de la edición de Miss Universo 2020 por la pandemia de COVID-19.
- Exceptuando a Fedorova y a Pasek (2002), Andrea Meza (2020) de México es la Miss Universo con el reinado más corto, cumpliendo con 206 días de reinado, esto debido al retraso de la edición de Miss Universo 2020 por la pandemia de COVID-19.
- Pia Wurtzbach (2015) de Filipinas fue coronada en medio del desconcierto tras un error del conductor, Steve Harvey, quien había anunciado como ganadora a Ariadna Gutiérrez, de Colombia.
- Sheynnis Palacios (2023) de Nicaragua es la primera Miss Universo de la historia que no regreso a su país de origen tras ganar el concurso debido a la situación política en su país. Su triunfo generó celebraciones que el gobierno de Daniel Ortega interpretó como desestabilizadoras, lo que llevó a restricciones para su retorno.
- Siete Misses Universo han fallecido:
  - Hillevi Rombin (1955) de Suecia, en un accidente de aviación el 19 de junio de 1996.
  - Amparo Muñoz (1974) de España, tras una larga enfermedad terminal el 27 de febrero de 2011.[33]
  - Sylvia Hitchcock (1967) de Estados Unidos, a causa de cáncer el 17 de agosto de 2015.[34]
  - Luz Marina Zuluaga (1958) de Colombia, a causa de un infarto el 2 de diciembre de 2015.[35]
  - Linda Bement (1960) de Estados Unidos, por causas naturales el 19 de marzo de 2018.[36]
  - Chelsi Smith (1995) de Estados Unidos, a causa de cáncer de hígado el 8 de septiembre de 2018.[37]
  - Marisol Malaret (1970) de Puerto Rico, a causa de una complicación por una enfermedad pulmonar[38] el 19 de marzo de 2023.[39]

## Presentadores
La siguiente es una lista de los presentadores y copresentadores que han participado en las ediciones de Miss Universo:
| #  | Año  | Presentador(es)                           | Copresentador(es)                                |
| -- | ---- | ----------------------------------------- | ------------------------------------------------ |
| 1  | 1952 | Bob Russell                               |                                                  |
| 2  | 1953 | Bob Russell                               |                                                  |
| 3  | 1954 | Bob Russell                               |                                                  |
| 4  | 1955 | Bob Russell                               |                                                  |
| 5  | 1956 | Bob Russell                               |                                                  |
| 6  | 1957 | Bob Russell                               |                                                  |
| 7  | 1958 | Byron Palma                               |                                                  |
| 8  | 1959 | Byron Palma                               |                                                  |
| 9  | 1960 | Charles Collingwood                       |                                                  |
| 10 | 1961 | Johnny Carson                             |                                                  |
| 11 | 1962 | Gene Rayburn                              |                                                  |
| 12 | 1963 | Gene Rayburn                              |                                                  |
| 13 | 1964 | Jack Linkletter                           | John Daly, Arlene Francis                        |
| 14 | 1965 | Jack Linkletter                           |                                                  |
| 15 | 1966 | Jack Linkletter                           |                                                  |
| 16 | 1967 | Bob Barker                                |                                                  |
| 17 | 1968 | Bob Barker                                |                                                  |
| 18 | 1969 | Bob Barker                                | June Lockhart                                    |
| 19 | 1970 | Bob Barker                                |                                                  |
| 20 | 1971 | Bob Barker                                | June Lockhart                                    |
| 21 | 1972 | Bob Barker                                |                                                  |
| 22 | 1973 | Bob Barker                                |                                                  |
| 23 | 1974 | Bob Barker                                | Helen O'Connell                                  |
| 24 | 1975 | Bob Barker                                |                                                  |
| 25 | 1976 | Bob Barker                                | Helen O'Connell                                  |
| 26 | 1977 | Bob Barker                                | Helen O'Connell                                  |
| 27 | 1978 | Bob Barker                                | Helen O'Connell, Margarita Moran, Corinna Tsopei |
| 28 | 1979 | Bob Barker                                | Helen O'Connell, Jayne Kennedy                   |
| 29 | 1980 | Bob Barker                                | Helen O'Connell, Jayne Kennedy                   |
| 30 | 1981 | Bob Barker                                | Elke Sommer                                      |
| 31 | 1982 | Bob Barker                                | Joan Van Ark                                     |
| 32 | 1983 | Bob Barker                                | Joan Van Ark                                     |
| 33 | 1984 | Bob Barker                                | Joan Van Ark                                     |
| 34 | 1985 | Bob Barker                                | Joan Van Ark                                     |
| 35 | 1986 | Bob Barker                                | Mary Frann                                       |
| 36 | 1987 | Bob Barker                                | Mary Frann                                       |
| 37 | 1988 | Alan Thicke                               | Tracy Scoggins                                   |
| 38 | 1989 | John Forsythe                             | Emma Samms, Karen Baldwin                        |
| 39 | 1990 | Dick Clark                                | Leeza Gibbons, Margaret Gardiner                 |
| 40 | 1991 | Dick Clark                                | Leeza Gibbons, Angela Visser                     |
| 41 | 1992 | Dick Clark                                | Leeza Gibbons, Angela Visser                     |
| 42 | 1993 | Dick Clark                                | Cecilia Bolocco, Angela Visser                   |
| 43 | 1994 | Bob Goen                                  | Arthel Neville, Angela Visser                    |
| 44 | 1995 | Bob Goen                                  | Daisy Fuentes                                    |
| 45 | 1996 | Bob Goen                                  | Marla Maples                                     |
| 46 | 1997 | George Hamilton                           | Marla Maples                                     |
| 47 | 1998 | Jack Wagner                               | Ali Landry, Julie Moran                          |
| 48 | 1999 | Jack Wagner                               | Ali Landry, Julie Moran                          |
| 49 | 2000 | Sinbad                                    | Ali Landry, Julie Moran                          |
| 50 | 2001 | Elle Macpherson, Naomi Campbell           | Todd Newton, Brook Lee                           |
| 51 | 2002 | Phil Simms, Daisy Fuentes                 | Brook Lee                                        |
| 52 | 2003 | Billy Bush, Daisy Fuentes                 |                                                  |
| 53 | 2004 | Billy Bush, Daisy Fuentes                 |                                                  |
| 54 | 2005 | Billy Bush, Nancy O'Dell                  |                                                  |
| 55 | 2006 | Carlos Ponce, Nancy O'Dell                | Carson Kressley, Shandi Finnessey                |
| 56 | 2007 | Mario Lopez, Vanessa Minnillo             |                                                  |
| 57 | 2008 | Jerry Springer, Mel B                     |                                                  |
| 58 | 2009 | Billy Bush, Claudia Jordan                |                                                  |
| 59 | 2010 | Bret Michaels, Natalie Morales            |                                                  |
| 60 | 2011 | Andy Cohen, Natalie Morales               | Jeannie Mai, Shandi Finnessey                    |
| 61 | 2012 | Andy Cohen, Giuliana Rancic               | Jeannie Mai, Shamcey Supsup                      |
| 62 | 2013 | Thomas Roberts, Mel B                     | Jeannie Mai, Janine Tugonon                      |
| 63 | 2014 | Thomas Roberts, Natalie Morales           | Jeannie Mai, Ariella Arida                       |
| 64 | 2015 | Steve Harvey                              | Roselyn Sánchez                                  |
| 65 | 2016 | Steve Harvey                              | Ashley Graham                                    |
| 66 | 2017 | Steve Harvey                              | Ashley Graham, Carson Kressley, Lu Sierra        |
| 67 | 2018 | Steve Harvey                              | Ashley Graham, Carson Kressley, Lu Sierra        |
| 68 | 2019 | Steve Harvey                              | Olivia Culpo, Vanessa Lachey                     |
| 69 | 2020 | Mario Lopez, Olivia Culpo                 | Cheslie Kryst, Demi-Leigh Tebow, Paulina Vega    |
| 70 | 2021 | Steve Harvey                              | Cheslie Kryst, Carson Kressley                   |
| 71 | 2022 | Jeannie Mai, Olivia Culpo                 | Catriona Gray, Zuri Hall                         |
| 72 | 2023 | Jeannie Mai, Olivia Culpo, Maria Menounos | Catriona Gray, Zuri Hall                         |
| 73 | 2024 | Mario Lopez, Olivia Culpo                 | Catriona Gray, Zuri Hall                         |
| 74 | 2025 | Billy Bush, Mel B, Claudia Jordan         | Ana Corina Sosa                                  |

## Entretenimiento
La siguiente es una lista de los grupos musicales y cantantes que han participado en las distintas ediciones de Miss Universo:
| #  | Año  | Entretenimiento | Repertorio |
| -- | ---- | --- | --- |
| 18 | 1969 | — | InterpertracionesOpeningː Swimsuit Competitionː Interludeː las candidatas interpretaron «Everybody Loves Saturday Night». Evening Gown Competitionː Interludeː Orquesta Don Bosco interpretó el cover de Engelbert Humperdinck «Quando Quando Quando». Final Lookː |
| 24 | 1975 | Orquesta Don Bosco | InterpertracionesOpeningː Swimsuit Competitionː Interludeː las candidatas interpretaron "Everybody Loves Saturday Night". Evening Gown Competitionː Interludeː Orquesta Don Bosco interpretó el cover de Engelbert Humperdinck "Quando Quando Quando". Final Lookː |
| 26 | 1977 | Trío Los Juglares & Fernando Casado                                                                                            | InterpertracionesOpeningː Swimsuit Competitionː Evening Gown Competitionː Final Lookː |
| 27 | 1978 | Robert Goulet • Violines Mágicos de Villafontana                                                                               | InterpertracionesOpeningː Swimsuit Competitionː Evening Gown Competitionː Final Lookː |
| 28 | 1979 | Donny Osmond | InterpertracionesOpeningː Swimsuit Competitionː Evening Gown Competitionː Final Lookː |
| 29 | 1980 | Donny Osmond | InterpertracionesOpeningː Swimsuit Competitionː Evening Gown Competitionː Final Lookː |
| 30 | 1981 | Peter Allen • Casting de 42nd Street • Coro Naval de la Armada de los Estados Unidos                                           | InterpertracionesOpeningː Swimsuit Competitionː Evening Gown Competitionː Final Lookː Kenny Rogers interpretó "Lady". |
| 31 | 1982 | Rex Smith • José Luis Rodríguez                                                                                                | InterpertracionesOpeningː Swimsuit Competitionː Evening Gown Competitionː Final Lookː |
| 32 | 1983 | John Schneider • José Luis Rodríguez • Little Sisters                                                                          | InterpertracionesOpeningː Swimsuit Competitionː Evening Gown Competitionː Final Lookː |
| 33 | 1984 | Tom Jones • Miami Sound Machine • Little Sisters                                                                               | InterpertracionesOpeningː Swimsuit Competitionː Evening Gown Competitionː Final Lookː |
| 34 | 1985 | John Denver • Clint Holmes • Little Sisters                                                                                    | InterpertracionesOpeningː "Let's Go" de Wang Chung. Swimsuit Fashion Sgmentː "Axel F" de Harold Faltermeyer. Swimsuit Competitionː Evening Gown Competitionː The Little Sisters interpretaron "You Are My Star" y "When You Wish Upon a Star". Final Lookː John Denver interpretó "Annie's Song". |
| 35 | 1986 | Miami Sound Machine • Little Sisters                                                                                           | InterpertracionesOpeningː Swimsuit Competitionː Evening Gown Competitionː Final Lookː |
| 36 | 1987 | Grupo de Danza Cultural de Singapur • Little Sisters                                                                           | InterpertracionesOpeningː "Let's Go" de Wang Chung. Swimsuit Competitionː Evening Gown Competitionː The Little Sisters interpretaron "You Are My Star" y "When You Wish Upon a Star". Final Lookː John Denver interpretó "Annie's Song". |
| 37 | 1988 | Little Sisters | InterpertracionesOpeningː Swimsuit Competitionː Evening Gown Competitionː Final Lookː |
| 38 | 1989 | Little Sisters | InterpertracionesOpeningː "Hot Hot Hot" de Arrow Swimsuit Competitionː Evening Gown Competitionː Final Lookː |
| 39 | 1990 | Little Sisters | InterpertracionesOpeningː "Dancing in the Street" de Martha Reeves & the Vandellas Swimsuit Competitionː Evening Gown Competitionː Final Lookː |
| 40 | 1991 | Little Sisters | InterpertracionesOpeningː Swimsuit Competitionː Evening Gown Competitionː Final Lookː |
| 41 | 1992 | Little Sisters | InterpertracionesOpeningː Swimsuit Competitionː Evening Gown Competitionː Final Lookː |
| 42 | 1993 | Little Sisters | InterpertracionesOpeningː Swimsuit Competitionː Evening Gown Competitionː Final Lookː |
| 43 | 1994 | Peabo Bryson • Bayanihan Philippine National Folk Dance Company • Little Sisters                                               | InterpertracionesOpeningː Swimsuit Competitionː Evening Gown Competitionː Preludeː Peabo Bryson & Dayanara Torres interpretaron "A Whole New World. Final Lookː |
| 44 | 1995 | Jon Secada • Little Sisters | InterpertracionesOpeningː Swimsuit Competitionː Evening Gown Competitionː "Forest Hymn" de Deep Forest Final Lookː |
| 45 | 1996 | Michael Crawford | InterpertracionesOpeningː Swimsuit Competitionː Evening Gown Competitionː Preludeː Michael Crawford interpretó "Phantom of the Opera". Final Lookː |
| 46 | 1997 | Enrique Iglesias | InterpertracionesOpeningː "You'll Be Mine (Party Time) (Single Mix)" de Gloria Estefan. Swimsuit Competitionː "Patricia" de Pérez Prado And His Orchestra Evening Gown Competitionː Preludeː Enrique Iglesias interpretó "Only You (Sólo En Ti)". Final Lookː |
| 47 | 1998 | K-Ci & JoJo • Sunland | InterpertracionesOpeningː Desconocido. Swimsuit Competitionː Desconocido. Evening Gown Competitionː K-Ci & JoJo interpretaron "All My Life". Final Lookː |
| 48 | 1999 | Julio Iglesias Jr. | InterpertracionesOpeningː Desconocido. Swimsuit Competitionː "Limbo Fire". Evening Gown Competitionː Julio Iglesias Jr. interpretó "One More Chance". Final Lookː Miss Universe© Official Soundtrack. Final Walkː "Kiss Of Life" de Wendy Fitzwilliam. |
| 49 | 2000 | Elvis Crespo • Dave Koz • Montell Jordan • Anna Vissi                                                                          | InterpertracionesOpeningː Miss Universe© Official Soundtrack. Swimsuit Competitionː Elvis Crespo interpretó "Suavemente". Evening Gown Competitionː Dave Koz & Montell Jordan interpretaron "Carelles Whisper (con Montell Jordan)" de George Michael Interludeː Anna Vissi interpretó "On A Night Like This". Final Lookː Miss Universe© Official Soundtrack. |
| 50 | 2001 | Ricky Martin • La Ley | InterpertracionesOpeningː Ricky Martin interpretó "Loaded (Dame Más)". Swimsuit Competitionː "Electro Latino" de Simon Di y "Tribal Hybrid-14494" de Steve Everitt & PRS Interludeː La Ley interpretó "Aquí". Evening Gown Competitionː "Same (Ashley Beedle's Afroart Vocal Mix)" de Smith & Mighty Interludeː Ricky Martin & Bomba y Plena. Final Lookː Miss Universe© Official Soundtrack. |
| 51 | 2002 | Marc Anthony | InterpertracionesOpeningː Marc Anthony interpretó "I've Got You". Personal Presentationː Miss Universe© Official Soundtrack. Evening Gown Competitionː "Dancing With the Muse" de Chris Spheeris. Swimsuit Competitionː "Would You... ?" de Touch & Go Interludeː Marc Anthony interpretó "You Sang To Me". Final Lookː Miss Universe© Official Soundtrack. |
| 52 | 2003 | Bond • Chayanne | InterpertracionesOpeningː Bond interpretó "Victoryǃ". National Costume Paradeː Bond interpretó "Gypsy Rhapsody". Interludeː Chayanne interpretó "Torero (Bullfighter)". Evening Gown Competitionː Bond interpretó "Shine", "Strange Paradise" y "Libertango". Swimsuit Competitionː Bond interpretó "Fuego (Extended Version)". Final Lookː Bond interpretó "Allegretto". |
| 53 | 2004 | Gloria Estefan | InterpertracionesOpeningː Tema instrumental de DJ Elias. Evening Gown Competitionː Tema instrumental de DJ Elias. Swimsuit Competitionː Tema instrumental de DJ Elias. Interludeː Gloria Estefan interpretó "1-2-3", "Conga", "Turn the Beat Around" y "I Wish You". Final Lookː Miss Universe© Official Soundtrack. |
| 54 | 2005 | — | InterpertracionesOpeningː Tema instrumental de DJ Elias. Evening Gown Competitionː Tema instrumental de DJ Elias. Swimsuit Competitionː Tema instrumental de DJ Elias. Final Lookː Miss Universe© Official Soundtrack. |
| 55 | 2006 | Chelo • Vittorio Grigolo | InterpertracionesOpeningː Tema instrumental de DJ Elias. Swimsuit Competitionː Chelo interpretó "Cha Cha". Evening Gown Competitionː Vittorio Grigolo interpretó "Bedshaped (Cosi)". Final Lookː Miss Universe© Official Soundtrack. |
| 56 | 2007 | RBD | InterpertracionesOpeningː "Say It Right" de Nelly Furtado. Fashion Shootː Miss Universe© Official Soundtrack. Swimsuit Competitionː RBD interpretó "Money, Money", "Cariño Mío" y "Wanna Play". Evening Gown Competitionː "(When You Gonna) Give It Up to Me (con Keyshia Cole)" de Sean Paul. Final Lookː Miss Universe© Official Soundtrack. |
| 57 | 2008 | Lady Gaga • Cirque du Soleil                                                                                                   | InterpertracionesOpeningː "Love Today" de Mika. Fashion Shootː Miss Universe© Official Soundtrack. Swimsuit Competitionː Lady Gaga interpretó "Just Dance". Evening Gown Competitionː "Magic" de Robin Thicke. Final Lookː Miss Universe© Official Soundtrack. |
| 58 | 2009 | Heidi Montag • Flo Rida • David Guetta • Kelly Rowland                                                                         | InterpertracionesOpeningː "I Gotta Feeling" de The Black Eyed Peas y "Fire Burning (Radio Edit)" de Sean Kingston. Fashion Shootː Heidi Montag interpretó "Body Language". Swimsuit Competitionː Flo Rida interpretó "Jump (con Nelly Furtado)" y "Right Round (con Ke̩$ha)". Evening Gown Competitionː David Guetta & Kelly Rowland interpretaron "When Loves Takes Over (con Kelly Rowland)". Final Lookː Miss Universe© Official Soundtrack. |
| 59 | 2010 | John Legend • The Roots • Cirque du Soleil                                                                                     | InterpertracionesOpeningː "Commander (con David Guetta)" de Kelly Rowland. Fashion Shootː Miss Universe© Official Soundtrack. Swimsuit Competitionː The Roots interpretaron los covers de Elvis Presley, "Burning Love (Viva Elvis)" y "Viva Las Vegas (Salsa Version)" junto al Cirque du Soleil. Evening Gown Competitionː John Legend & The Roots interpretaron "Save Room", "Shine" y el cover de Stewie Wonder "I Love Every Little Thing About You". Final Lookː Miss Universe© Official Soundtrack. Crowing Momentː "Go That Far" de Bret Michaels. |
| 60 | 2011 | Claudia Leitte • Bebel Gilberto                                                                                                | InterpertracionesOpeningː "Mas Que Nada (con The Black Eyed Peas)" de Sergio Mendes. Swimsuit Competitionː Claudia Leitte interpretó "Locomotion Batucada (Ao Vivo)". Evening Gown Competitionː Bebel Gilberto interpretó "Close Your Eyes". Final Lookː Miss Universe© Official Soundtrack. |
| 61 | 2012 | Train • Timomatic | InterpertracionesOpeningː "Winter Wonderland" de Selena Gomez & the Scene y "Live While We're Young (Dave Audé Remix)" de One Direction. Swimsuit Competitionː "Levels (Dance Nation Mix)" de Avicii. Evening Gown Competitionː Train interpretó "Drive By", "Mermaid" y "Shake Up Christmas". Final Lookː Timomatic interpretó "Set It Off". |
| 62 | 2013 | Panic! at the Disco • Emin • Steven Tyler                                                                                      | InterpertracionesOpeningː "Clarity (con Foxes) (Tiësto Remix)" de Zeed y "Walking on Air (con Snoop Dogg y Bella Blue)" de Anise K. Swimsuit Competitionː Panicǃ at the Disco interpretó "Miss Jackson" y "I Write Sins Not Tragedies". Evening Gown Competitionː Emin interpretó "In Another Life" y "Amor". Final Lookː "A Little Party Never Killed Nobody (All We Got)" de Fergie, Q-Tip y GoonRock. Clousureː Steven Tyler interpretó "Dream On". |
| 63 | 2014 | La Lineaband • Prince Royce • Nick Jonas • Gavin DeGraw                                                                        | InterpertracionesOpeningː "Uptown Funk (con Bruno Mars)" de Mark Ronson, Lalinea Band interpretó "Dancing Contigo" y "Tu Cuerpo Pide Más". Swimsuit Competitionː Prince Royce interpretó "Darte Un Beso" y "Stuck On a Feeling (con Snoop Dogg)". Evening Gown Competitionː Nick Jonas interpretó "Chains", "Teacher" y "Jelaous". Final Lookː Gavin DeGraw interpretó "Finest Hour" y "Fire". |
| 64 | 2015 | Charlie Puth • The Band Perry • Seal                                                                                           | InterpertracionesOpeningː "Beautiful Now" de Zedd, "Lean On (con MØ)" de Major Lazer & DJ Snake. Swimsuit Competitionː Charlie Puth interpretó "Marvin Gaye (con Meghan Trainor)", "One Call Away" y "Some Type of Love". Evening Gown Competitionː The Band Perry interpretó "Live Forever" y "DONE.". Final Lookː Seal interpretó "Every Time I'm with You", "Kiss From a Rose" y "Crazy". |
| 65 | 2016 | Flo Rida • Boyz II Men | InterpertracionesOpeningː Flo Rida interpretó "In the Ayer (con Will.i.Am)", "Low (con T-Pain)", "My House (Challenge Version)" y "Zillionaire". Swimsuit Competitionː "I Took A Pill In Ibiza (Seeb Remix)" de Mike Posner y "Don't Let Me Down (con Daya)" de The Chainsmokers. Evening Gown Competitionː "Gold" de Kiiara. Final Lookː Boyz II Men interpretó "On Bended Knee", "I'll Make Love To You" y "End Of The Road". |
| 66 | 2017 | Fergie • Rachel Platten | InterpertracionesOpeningː "Despacito (con Daddy Yankee)" de Luis Fonsi, "Castle on the Hill" de Ed Sheeran y "Wavin' Flag" de K'naan. Swimsuit Competitionː "Instruction" de Jax Jones. National Costume Segmentː "Fever" de Basstracks Evening Gown Competitionː Fergie interpretó "A Little Work". Final Lookː Rachel Platten interpretó "Broken Glass". |
| 67 | 2018 | Ne-Yo | InterpertracionesOpeningː Ne-Yo interpretó "Nights Like These". "Do It like this" de Daphne Willis, "What You're Worth" de Mandisa y "Whatever It Takes" de Imagine Dragons Top 20 Recapː "Body Talks" de The Struts National Costume Segmentː "Happier" de Marshmello y Bastille Swimsuit Competitionː "No Stylist" de French Montana y "Finese (Remix con Cardi B)" de Bruno Mars. Evening Gown Competitionː "I Like Me Better" de Lauv y "Girls Like You" de Maroon 5. Final Lookː Ne-Yo interpretó "Miss Independent".                                 |
| 68 | 2019 | Ally Brooke | InterpertracionesOpeningː Ally Brooke interpretó "Low Key", "No Good" y "Higher". "Like That" de Fleur East, "Body" de Loud Luxury y "Dose" de Ciara Top 20 Recapː "Fire In My Soul" de Oliver Heldens Swimsuit Competitionː "Motivation (Savage Remix)" de Normani y "Good as Hell (con Ariana Grande)" de Lizzo. Evening Gown Competitionː Ally Brooke interpretó los covers de Selena, "I Could Fall in Love" y "Dreaming Of You". Final Lookː "Unstoppable" de Sia, "Champion" de Carrie Underwood y "Conqueror" de Estelle.                           |
| 69 | 2020 | Luis Fonsi | InterpertracionesOpeningː "Don't Stop The Party (con TJR)", "Fireball (con John Ryan)" y "Feel This Moment (con Christina Aguilera)" de Pitbull. Swimsuit Competitionː Dance Town ejecutó "Bemba Colorá" de Celia Cruz, "Sing" de Pentatonix. Evening Gown Competitionː "Go Crazy" de Leslie Odom Jr. Final Lookː Luis Fonsi interpretó "Vacío (con Rauw Alejandro)", un cover de Song By Four "A Puro Dolor". |
| 70 | 2021 | JoJo • Noa Kirel • Harel Skaat                                                                                                 | InterpertracionesOpeningː Noa Kirel interpretó "Bad Little Thing". "Northwest Wind" de Hans Johnson, "My Type" de Saint Motel (versión instrumental) y "Love Tonight" de Shouse (Robin Schulz Remix) Swimsuit Competitionː "Wave Your Flag" de Now United y "Girl's Gotta" de Danger Twins. Evening Gown Competitionː JoJo interpretó "In Your Room", "Too Little Too Late" y "Worst (I Assume)". Final Lookː Harel Skaat, Valerie Hamaty y Narkis interpretaron "Hallelujah".                                                                             |
| 71 | 2022 | Big Freedia • Big Sam's Funky Nation • Amanda Shaw • Tank and the Bangas • Yolanda Adams                                       | InterpertracionesOpeningː Big Freedia, Big Sam's Funky Nation y Amanda Shaw interpretaron"Feet On The Floor", "Louisiana Saturday Night" y "Mardi Gras in New Orleans". Swimsuit Competitionː Tank and the Bangas interpretó "Self Care" y "Outside". Evening Gown Competitionː Amanda Shaw interpretó "Holiday". Final Lookː Yolanda Adams interpretó "I'm Every Woman". |
| 72 | 2023 | John Legend | InterpertracionesOpeningː "The Walk" y "Hello Universe". Swimsuit Competitionː "Mi Gente" de J Balvin y "Gucci Ni Prada" de Kenny Man. Evening Gown Competitionː John Legend interpretó "Wonder Woman". Final Lookː John Legend interpretó "All Of Me". |
| 73 | 2024 | Emilio Estefan Black Eyed Peas                                                                                                 | cancion oficial No anunciada-Emilio Estefan Opening Oficial-Black Eyed Peas |
| 74 | 2025 | Pitbull Jennifer Lopez Claudia Leitte Flo Rida Ricardo Montaner Guillermo Davila Enrique Iglesias Gente de Zona Descemer Bueno | InterpertracionesOpeningː "We Are One (Ole Ola)" de Pitbull, Jennifer Lopez y Claudia Leitte. Swimsuit Competitionː "Jump" (con Nelly Furtado) y "Right Round" (con Ke$ha) de Flo Rida. Evening Gown Competitionː Ricardo Montaner interpretó "Yo sin ti" y Guillermo Davila interpretó "Barco a la Deriva". Final Lookː Enrique Iglesias, Gente de Zona y Descemer Bueno interpretó "Bailando". |